# Geschichte des Burgenlandes

Das Adler-Symbol des burgenländischen Wappens erinnert an die mittelalterlichen Grafen von Mattersdorf-Forchtenstein, der Brustschild an den Grafen von Güssing-Bernstein.

Die Geschichte des Burgenlandes deckt sich in vielen Epochen mit der österreichischen sowie ungarischen Geschichte. Dieser Artikel ist ein Überblick über die regionsspezifischen Eigenheiten und die historische Entwicklung bis zum heutigen Bundesland Burgenland.

## Urgeschichte

### Geologische Voraussetzungen
Die Vor- und Urgeschichte des Burgenlandes wurde dadurch beeinflusst, dass das Land den westlichsten Teil eines „Wurmfortsatzes“ darstellt, welchen der eurasische Steppengürtel bildet, der von der östlichen Mongolei bis an den östlichen Alpenrand reicht. Wesentlichster Teil dieser Steppe mit ihren typischen Schwarzerden ist westlich der Karpatenunterbrechung die Puszta. Senkungen im Tertiär führten zur Bildung des Wiener und des Pannonischen Beckens, die mit dem Abtragungsschutt der umrahmenden Gebirge aufgefüllt wurden. Die Neusiedler Bucht ist der Westausläufer der Ungarischen Tiefebene.

### Forschungsstand
Die Bestandsaufnahme der urgeschichtlichen Fundstellen im Burgenland ist ungleichmäßig. Der Bezirk Oberpullendorf gehört zu den am besten erforschten Gebieten des Burgenlandes. Die systematische Aufnahme der urgeschichtlichen Fundstellen, des eisenzeitlichen Tagebaus auf Raseneisenerz und der Verhüttungsspuren sowie deren Kartierung ist der Tätigkeit von Josef Polatschek zu verdanken.

### Mesolithikum
Die ältesten Funde, kleine Steingeräte (Mikrolithen), stammen aus dem Mesolithikum und wurden bei Neusiedl am See entdeckt.

### Jungsteinzeit
Die ältesten Siedlungsspuren reichen an den Beginn der Jungsteinzeit, der Vornotenkopfphase der Linearbandkeramik zurück und sind rund 8000 Jahre alt. Seither ist das Burgenland kontinuierlich besiedelt. Funde der älteren Jungsteinzeit stammen etwa aus Purbach, Donnerskirchen, Neckenmarkt sowie von etlichen weiteren Fundorten – vor allem aus dem Bezirk Oberpullendorf.

### Kupferzeit
Ein bedeutender Fund, der der Badener Kultur zugeordnet werden kann, wurde in Zillingtal entdeckt. In einer Abfallgrube wurde der trepanierte Schädel eines Mannes entdeckt. Vernarbungsspuren an den Knochenrändern belegen, dass er den Eingriff überlebte.

### Bronzezeit
Die ältesten Nachweise der Bronzezeit gehören dem frühbronzezeitlichen Formenkreis des Typus Oggau-Sarród und die jüngeren der Wieselburgerkultur an. Das Kultgerät von Haschendorf ist einer der bekanntesten bronzezeitlichen Funde des Burgenlands. Das trommel- oder thronartig anmutende Bronzeobjekt unbekannter Funktion – ein Vergleich zur Himmelsscheibe von Nebra bietet sich nach derzeitigem Forschungsstand an – hat seine einzige Parallele im 1200 km entfernt liegenden Balkakra in Süd-Schweden. Eines der elf in Österreich bekannten „Brotlaibidole“ stammt vom Föllik bei Großhöflein, wo sich eine bronzezeitliche Befestigung befand.

### Eisenzeit
Die ältere Eisenzeit (Hallstattzeit) ist durch zahlreich befestigte Höhensiedlungen und Hügelgräber belegt. Am bekanntesten darunter sind die Wallanlagen von Purbach und Burg, die unter Denkmalschutz stehenden, Grabhügel von Donnerskirchen und die gewaltigen Grabhügel von Schandorf, die zu den größten Österreichs zählen. Ein Nachweis für den intensiven Fernhandel der älteren Eisenzeit sind 120 haselnussgroße Bernsteinperlen, die 1909 in einem Hügelgrab bei Deutschkreutz gefunden wurden. Spuren für den ältesten burgenländischen Weinbau stammen aus dem Hügelgrab von Zagersdorf. Der dort bestatteten Frau waren ihr Bronzeschmuck und über 50 Gefäße mit Inhalten als Beigaben zur Seite gestellt worden. Unter den zahlreichen Funden konnten auch drei Weinkerne gefunden werden, die den Anbau der Kulturrebe Vitis vinifera, und zwar einer Weißweinsorte, belegen.
Die jüngere Eisenzeit, Latènezeit, steht schon an der Schwelle zur Frühgeschichte. Die Träger dieser Kultur waren die Kelten. Im Bezirk Oberpullendorf befand sich zu dieser Zeit ein blühendes keltisches Eisenindustriezentrum, das seine Überschüsse weit verhandelte. Das in Pingen abgebaute Raseneisenerz wurde im Rennofen (Typus Burgenland) verhüttet. Die ausgeschmolzene Luppe (Ofensau) reichte nach dem Ausschmieden an die Qualität von Werkzeugstahl heran. Das hochwertige Produkt wurde von den Römern als Ferrum Noricum (Norisches Eisen) bezeichnet und war für die wachsende römische Rüstungsindustrie von großer Bedeutung.

## Römerzeit

Die Entwicklung der Grenzen Pannoniens zwischen dem 1. und 4. Jahrhundert

Zur Römerzeit war das Gebiet des heutigen Burgenlandes Teil der Provinz Pannonia, die das gesamte spätere Ungarn am rechten Donauufer umfasste. Die Römer gründeten an der Bernsteinstraße mit Scarabantia (Sopron) und Savaria (Steinamanger) zwei Städte, die in der späteren Geschichte des Burgenlandes herausragende Bedeutung erlangen sollten. Daneben zeugen archäologische Funde vom Leben der Römer im Burgenland. Römische Villen vom Typ der Villa rustica bestanden beispielsweise in Klingenbach, Zurndorf, Nickelsdorf, Weiden am See, Halbturn, Baumgarten, Leithaprodersdorf, Deutschkreutz und Sankt Martin an der Raab. Römische Gräberfelder findet man unter anderem in Sigleß, Pilgersdorf, Pinkafeld, Königsdorf, Schandorf und Rax. Bei Rechnitz wurde eine römische Wasserleitung erschlossen.

## Völkerwanderungszeit
Im letzten Viertel des 4. Jahrhunderts war die römische Provinz Pannonien von Angriffen verschiedener Gruppen wie Germanen, Alanen und Hunnen betroffen. Daraufhin wurde diesen Stämmen von Rom die Ansiedlung als Foederaten in Pannonien zugestanden. Südlich der Donau siedelten nun Markomannen und Quaden, die man beide auch als Sueben bezeichnet.

### Hunnen

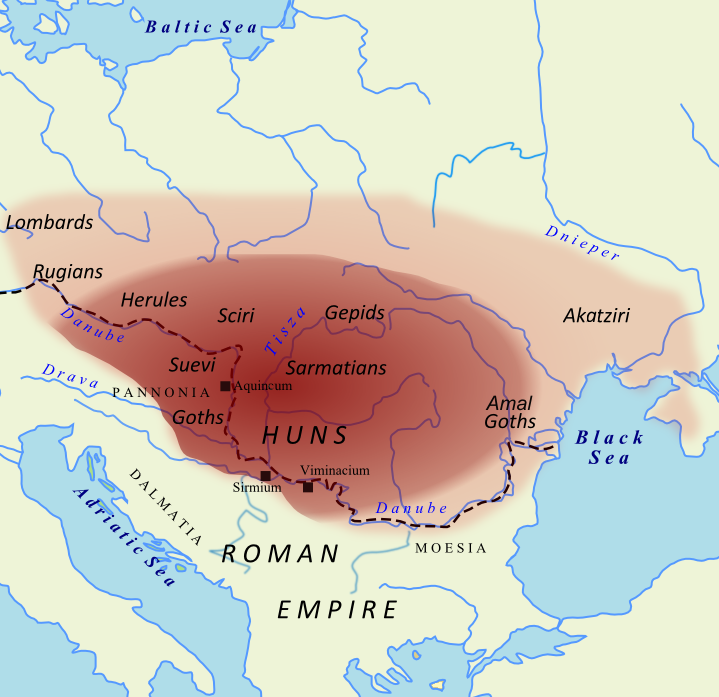
Ungefährer Einflussbereich der Hunnen zur Zeit Attilas

433 gab Rom aus politischen Gründen Teile Pannoniens an die Hunnen ab, womit Westrom die Herrschaft über dieses Gebiet endgültig abgeben musste. Möglicherweise kam das heutige Burgenland aber erst zur Zeit des Großfürsten Attila (445–453), der mit seinen germanischen Verbündeten große Eroberungszüge in den Westen unternahm, endgültig in den hunnischen Machtbereich. Die Hunnen herrschten hier jedenfalls bis 453 n. Chr. Nach dem Tod Attilas (453) sagten sich die Ostgoten von den Hunnen los, denen sie sich zuvor unterworfen hatten. Abgesehen von Zerstörungsschichten in römischen Ruinen gibt es kaum archäologische Spuren von den Hunnen im heutigen Burgenland. Im burgenländischen Stoob werden Tonkrüge mit der Bezeichnung Hunnen-Plutzer hergestellt, deren Form möglicherweise auf die Hunnen zurückgeht.

### Ostgoten

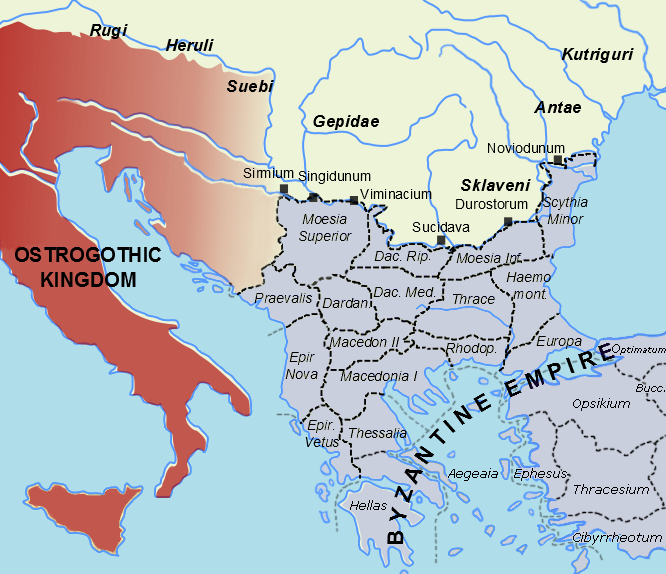
Einflussbereich des Ostgotischen Reichs um 520

454 besiegte ein Bund der Gepiden unter deren König Ardarich in der Schlacht am Nedao ein Heer der Hunnen. Daraufhin erhielt der ostgotische König Valamir vom oströmischen Kaiser die Erlaubnis sich in Pannonien anzusiedeln. Thiudimir, der Bruder des Königs Valamir, nahm seinen Sitz am Pelsodsee (Neusiedler See) und herrschte hier relativ selbständig über einen Landesteil. Zwischen 451 und 456 wurde Thiudimir und seiner Konkubine Ereleuva am Neusiedler See ein Sohn geboren, der später als Theoderich der Große König der Ostgoten wurde und heute als eine der bedeutendsten Persönlichkeiten der Völkerwanderungszeit gilt.
Mitte des 5. Jahrhunderts kam es in Pannonien zu einer Wirtschaftskrise, der Geldverkehr brach zusammen und man war gezwungen wieder zum Tauschhandel überzugehen. 456 verschlimmerte ein Erdbeben die Situation noch mehr. Es kam zu Spannungen zwischen den verschiedenen germanischen Gruppen. Im Winter 469 besiegten die Ostgoten eine Allianz aus Sueben, Sarmaten und Skiren in der „Pannonischen Völkerschlacht“. 472 zogen die Goten aber überraschend ab und überließen den Verlierern ihre ehemaligen Siedlungsgebiete.
Archäologische Funde aus der Zeit der Ostgoten stammen aus Oslip und Halbturn. Die Fundstücke lassen keine sichere ethnischen Bestimmung zu, möglicherweise kann man sie den Donausueben zuordnen.

### Langobarden
Im Jahr 510 wurde Wacho Herzog der Langobarden. Durch Heirats- und Eroberungspolitik unterwarf er die Sueben in der Provinz Pannonia prima. Dadurch erreichte Wachos Herrschaftsbereich spätestens 526 das heutige Burgenland. Im Burgenland wurden langobardenzeitliche Gräber in Nikitsch und Steinbrunn gefunden. Den Gräbern zugehörige Siedlungen wurden bislang nicht entdeckt. Die hier gewonnenen archäologischen Funde bezeugen das hochentwickelte Kunsthandwerk der Langobarden.
Die Gräberfundstellen von Nikitsch und Steinbrunn gehören zur sogenannten Hegykő-Gruppe. Das Zentrum dieser Gruppe war Sopron. Ihre Bevölkerung scheint gemischt gewesen zu sein und könnte aus Provinzialrömern, Rugiern, Herulern, Sueben und Langobarden bestanden haben.
567 bekämpften und vertrieben die Langobarden im Bunde mit den Awaren die Gepiden. Danach gerieten die Langobarden offenbar selbst unter Druck der Awaren. 568 zog daher nahezu die „gesamte langobardische Bevölkerung“ mit ihrem König Alboin nach Italien. Die Hegykő-Gruppe hat 568 mit den Langobarden Pannonien verlassen. Ihre Spuren lassen sich in Italien finden. Wann die letzten Langobarden das heutige Burgenland verließen ist aber unklar.

## Mittelalter

### Im Awarenreich

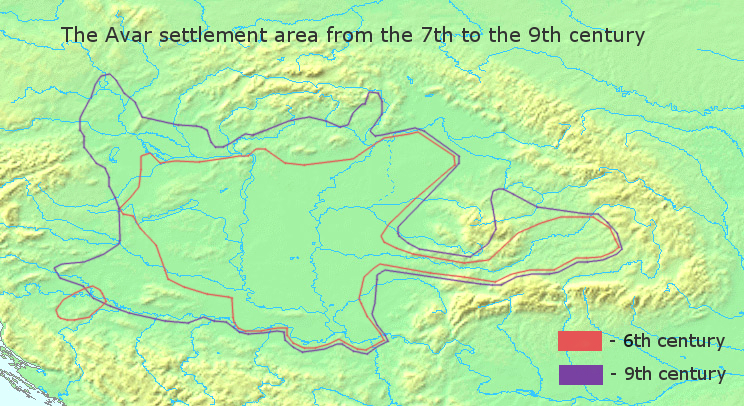
Das Reich der Awaren

Nach dem Abzug der Langobarden herrschten hier für ungefähr 200 Jahre die Awaren. Bei archäologischen Grabungen sind awarenzeitliche Gräber unter anderem in den burgenländischen Ortschaften Podersdorf am See, Sigleß, Edelstal und Leithaprodersdorf gefunden worden.
Wie die Forschungen zur Römischen Villa von Königshof andeuten, ist auch in diesem Raum, vergleichbar beispielsweise mit der Keszthely-Kultur, mit dem lokalen Fortleben der spätrömischen und frühchristlichen Kultur und Lebensform zu rechnen, die hier auf die Kulturen der Völkerwanderung, der Awaren und Slawen traf.

### Karolingerzeit

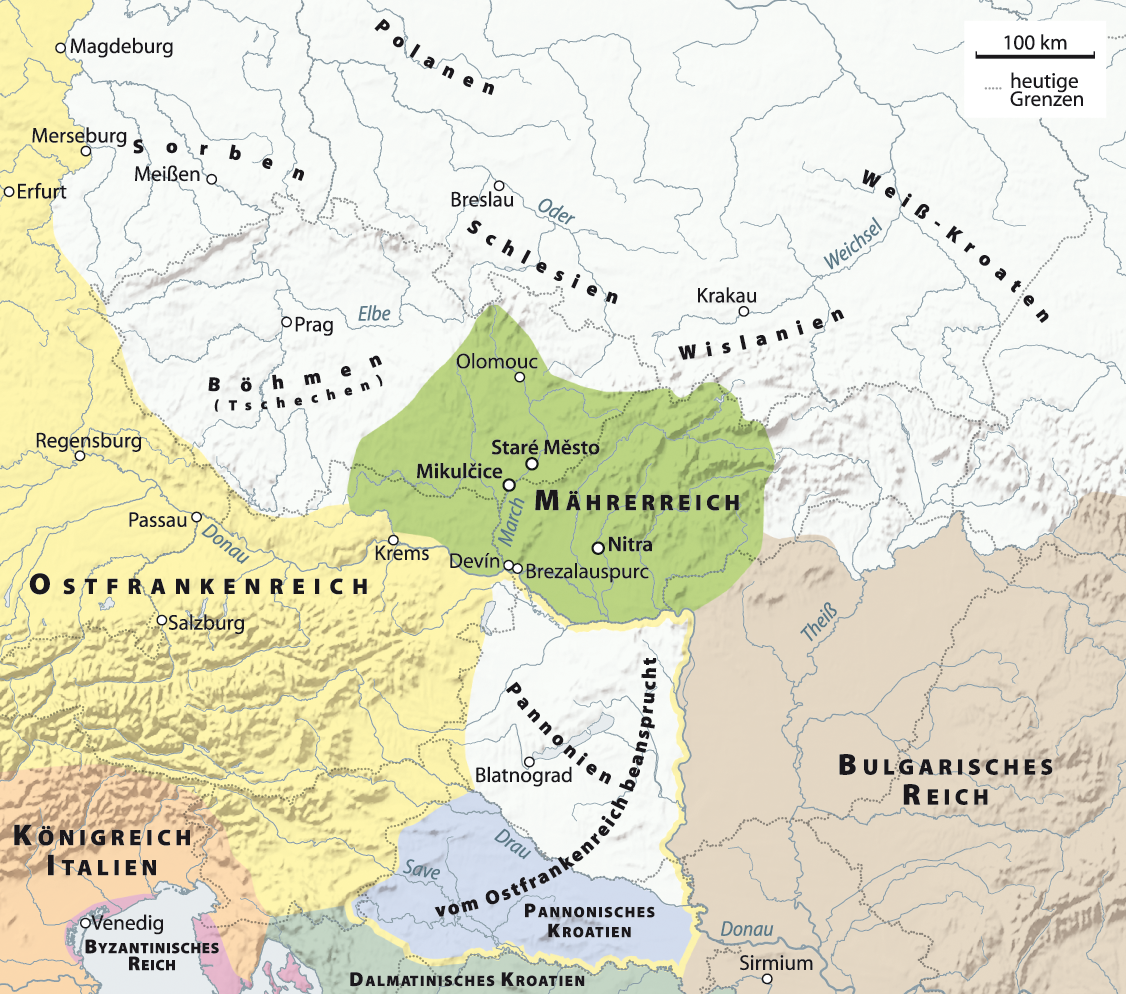
Der politische Raum um das heutige Burgenland um 846

Ende des 8. Jahrhunderts führte der fränkische König Karl der Große eine Reihe von Eroberungskriegen gegen das Reich der heidnischen Awaren. Damit begann die allmähliche Besetzung der vormals awarischen und damit auch der heute burgenländischen Gebiete. Die Kämpfe zwischen Awaren und Franken endeten endgültig im Jahr 803. Das Gebiet des Burgenlandes wurde in die Bairische Awarenmark eingegliedert und lag im Einflussbereich verschiedener fränkischer Grafschaften und, mehr oder minder selbständigen, fränkischen Vasallenfürstentümer, die formal den Präfekten des bairischen Ostlandes unterstanden. Das Geschehen im burgenländischen Raum der Karolingerzeit war geprägt von intensiver Christianisierung sowie den Bestrebungen slawischer Fürsten nach mehr Unabhängigkeit von den Franken. Um 800 wurde das Gebiet der Salzburger Kirche zur Mission übergeben. 830 legte König Ludwig der Deutsche die Raab als kirchliche Grenze zwischen Salzburg (südlich der Raab) und Passau (nördlich der Raab) fest. Mit dem Vertrag von Verdun 843 wurde das Burgenland Teil des Ostfrankenreiches. Mit der fränkischen Eroberung des Landes kamen erstmals in größerer Zahl germanische Siedler in das Burgenland. Auf archäologische Funde aus der Karolingerzeit stieß man in den burgenländischen Gemeinden Mattersburg, Kittsee, Walbersdorf, Pilgersdorf, Schattendorf, Sieggraben, Steinbrunn und Unterpetersdorf.

#### Awarisches Fürstentum
Von 805 bis 828 bestand zwischen Carnuntum und Sabaria (Szombathely) das Awarische Fürstentum. Das Gebiet dieses Vasallenfürstentums breitete sich rund um den Neusiedler See und vermutlich beidseits der Bernsteinstraße aus und war somit etwa durch den Wienerwald im Westen und durch die Raab im Osten und Südosten begrenzt. Es bildete eine militärische Pufferzone zwischen dem Frankenreich und dem Bulgarischen Reich. Eine Klimaverschlechterung, die für das Jahr 822 belegt ist, sowie die politische Schwächung durch Kriege, Waffenembargo und Verlust ihrer sakralen Tradition durch die Annahme des Christentums setzte um 828 dem politischen Einfluss der Awaren endgültig ein Ende. Die Gräber der awarenzeitlichen Siedlung von Zillingtal wurden bis in die Zeit des Awarischen Fürstentums belegt. In die Zeit des awarischen Fürstentums fällt die erste urkundliche Erwähnung eines Teils des Burgenlandes. 808 schenkten die Brüder Wirut, Gisalmar und Wentilmar dem Regensburger Kloster Sankt Emmeram das Gebiet „Wolfsbach“, das sich wahrscheinlich in der Gegend des heutigen Mattersburg befand.

#### Grafschaft Steinamanger
Von etwa 825 bis 860 leitete Rihheri die oberpannonische Grafschaft Steinamanger, die ungefähr durch die Flüsse Zöbernbach, Güns, Raab/Rabnitzbach, Pinka und Lafnitz begrenzt war. 860 wurde Rihheri durch Prinz Karlmann, den neuen Verwalter des bairischen Ostlandes, abgesetzt. Ihm folgten Odalrich und Ernst als Grafen von Steinamanger. Aufgrund einer Schenkungsurkunde des ostfränkischen Königs Ludwig der Deutsche am 15. September 844 an den Priester Dominicus gilt Pilgersdorf, das im Gebiet der Grafschaft Steinamanger lag, als die älteste urkundlich bekannte Gemeinde des Burgenlandes.

#### Donaugrafschaft
Der Präfekt des bairischen Ostlandes Ratpot war der erste Präfekt mit eigener Grafschaft. Die Donaugrafschaft Ratpots und seiner Nachfolger aus dem Geschlecht der Wilhelminer und Aribonen zwischen Enns, Donau und Raab war bereits zu Zeiten Ratpots in Untergrafschaften unterteilt und grenzte beim Zöbernbach an die Grafschaft Steinamanger.

#### Mährisches Reich
Im Norden des Landes reichte das Mährische Reich ins Burgenland hinein. Es entstand um das Jahr 830. Der Raum der mährischen Fürsten war geprägt von ihrem starken (und weitgehend erfolgreichen) Drang nach Unabhängigkeit und damit von den daraus folgenden Kriegen mit den Franken. Die größte Ausdehnung erreichte das mährische Reich unter Fürst Sventopluk in den 880er Jahren. Zu jener Zeit gehörte vielleicht der Großteil des heutigen Burgenlandes zum Mährischen Reich.

#### Pannonisches Fürstentum

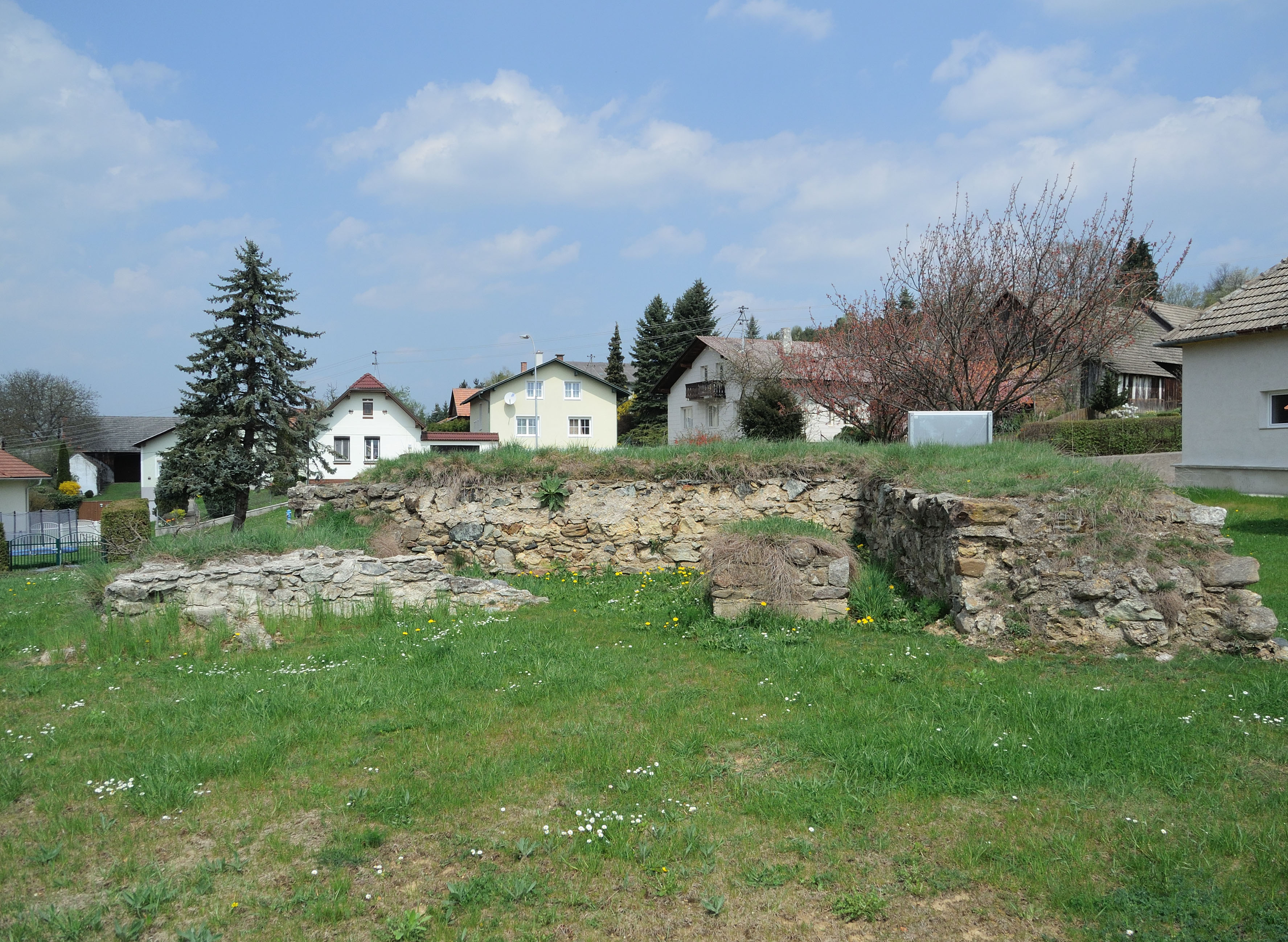
Überreste der 844 vom Moosburger Missionar Dominicus gegründeten Kirche in Pilgersdorf

Der Süden des Burgenlandes stand zu jener Zeit im Einflussbereich des Pannonischen Fürstentums und gehörte wahrscheinlich zu deren Untergrafschaft Dudleben. Es wurde 839 gegründet und erstreckte sich zwischen der Steiermark, dem Plattensee und der Drau, wobei die Pannonischen Fürsten Besitz in der Grafschaft Steinamanger hatten und Steinamanger wahrscheinlich kirchlich mit dem Fürstentum verbunden war. Seine Blütezeit erreichte es unter dem Gründer des Fürstentums Pribina und seinem Sohn und Nachfolger Fürst Kocel. Nach dessen Tod stand es abwechselnd im Einfluss karolingischer Herrscher und Grafen sowie des Mährischen Reiches. Im heutigen Burgenland war ursprünglich Pinkafeld und vermutlich Kitzladen (Chezilsaden) im Besitz des Fürsten Kocel. Der burgenländische Historiker Alfred Ratz hielt es für denkbar, dass es sich bei den karolingerzeitlichen Gründungen der Kirche ecclesia Ellodis um das burgenländische Eltendorf sowie im Falle von Kunpoldesdorf um Rumpersdorf handeln könnte.
Hauptstadt und Zentrum der kirchlichen Mission des pannonischen Fürstentums war Moosburg. In Moosburg war ab ungefähr 844 Dominicus als Priester und Missionar tätig. Im selben Jahr erbaute Dominicus im heutigen Pilgersdorf eine steinerne Kirche, deren Überreste Zeugnis von der christlichen Mission ablegen, die vom Pannonischen Fürstentum auf das heutige Burgenland wirkte.

### Beim Königreich Ungarn

#### Aufbau des ungarischen Grenzwächtergürtels

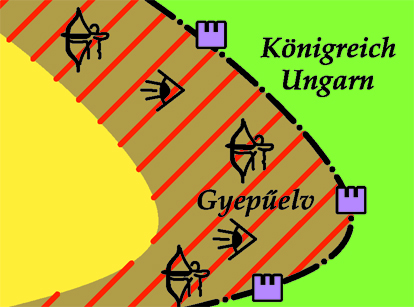
Die Grenzwächtersiedlungen lagen im Bereich des Gyepűelve des ungarischen Grenzschutzsystems.

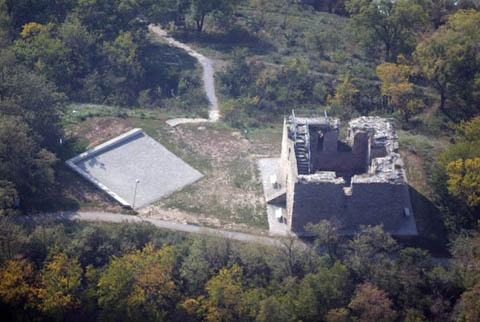
Die Ruine Tabor in Neusiedl am See war möglicherweise ein mittelalterlicher Spähturm.

Um 900 wurde das Gebiet von den Magyaren in Besitz genommen. Nach der Niederlage der Ungarn gegen den König des Ostfrankenreiches Otto I. den Großen in der Schlacht auf dem Lechfeld 955 wurde die ungarische Grenzschutzorganisation Gyepű ausgebaut, der in dieser Region dem Schutz vor Einfällen durch die Deutschen vom Westen her diente. Sie bestand aus einer inneren Burgenkette von Karlburg über Eisenburg und einem äußeren Grenzödland (Gyepűelve). Ein großer Teil des heutigen Burgenlandes in Österreich lag in der Gyepűelve, wo entlang der Flussläufe der Pinka, Lafnitz und des Strem- sowie des Zickenbaches Grenzwächter angesiedelt wurden. Frühgeschichtliche Erdburgen wie Burg und Purbach wurden in den Gyepű mit einbezogen. Die Siedlungen der Grenzwächter waren vor allem durch Ungarn besiedelt. Eine Reihe burgenländischer Ortschaften wie beispielsweise Pöttsching, Oberpullendorf, Oberwart, Kohfidisch, Unterwart, Siget in der Wart Oberschützen, Unterschützen, Deutsch-Schützen und Mischendorf entstand aus den Siedlungen der Grenzwächter.

#### Zeit des ersten Königs Stephan I.
Unter dem ersten ungarischen König Stephan I. (Ungarn) begann die Christianisierung der Ungarn sowie (nach der Karolingerzeit) erneut eine Besiedlung durch deutsche Einwanderer im Gebiet des heutigen Burgenlandes. Es war ein Jahrtausend lang Teil des Königreichs Ungarn und wurde inoffiziell Heanzenland, Heinzenland oder Deutsch-Westungarn genannt. Als „Heanzen“ bezeichnete man die im 11. Jahrhundert aus Bayern eingewanderten Bauern dieses Landesteiles, mit ihrem eigenen Dialekt.
Im Jahre 1009 wurde das Bistum Győr gegründet, dem das heutige Burgenland fortan angehörte. König Stephan ordnete den Bau von Kirchen und die Organisation von Pfarren an. Zu diesen „Stephanspfarren“ werden Donnerskirchen, Kleinfrauenhaid, Leithaprodersdorf, Marz und Pinkafeld gezählt. 1083 wurde Stephan I. heiliggesprochen. Er ist der Nationalheilige Ungarns. Aufgrund seiner langen Zugehörigkeit zu Ungarn sind bis heute zahlreiche Kirchen im Burgenland dem heiligen Stephan geweiht wie etwa die Pfarrkirche Edelstal oder die Pfarrkirche Neuhaus am Klausenbach.
Wezzelin von Wasserburg erhielt von König Stephan I. ein Gebiet um Ják. Wezzelin wurde der Ahnherr der ungarischen Adelsfamilie Ják, die später unter anderem die Herrschaft Eberau besaßen. Unter Stephan I. wurden die Komitate Wieselburg, Ödenburg und Eisenburg gegründet, von wo aus die politische Verwaltung der heute burgenländischen Gebiete erfolgte. Aufgrund der guten Beziehungen König Stephans mit dem westlichen Königshaus der Salier war dies für die „burgenländischen“ Grenzwächter eine relativ friedliche Zeit.

#### Mitte 11. bis Mitte 13. Jahrhundert

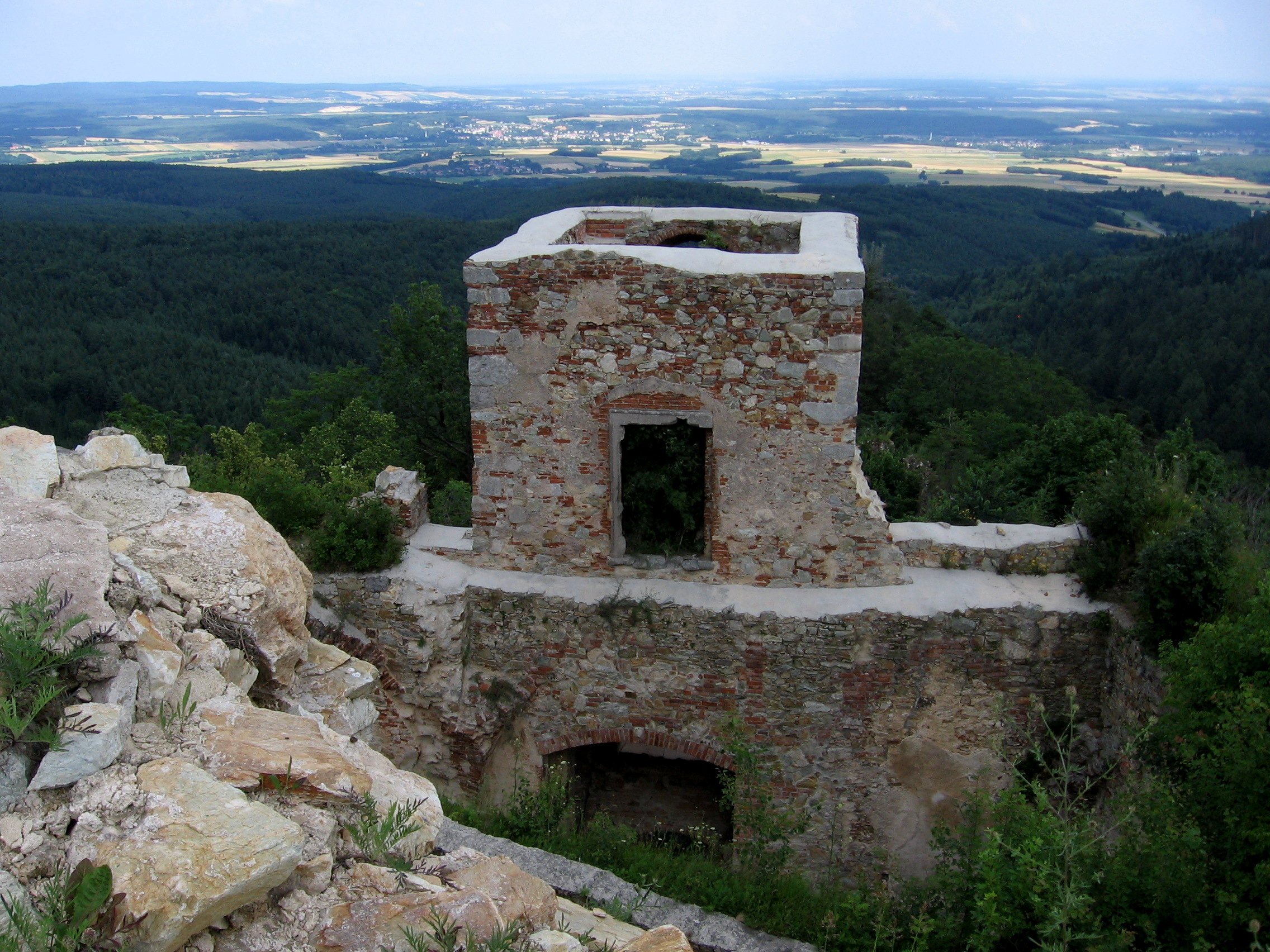
Burg Landsee und andere burgenländischen Orte gehörten im 11. und 12. Jahrhundert zur steierischen Grafschaft Pitten.

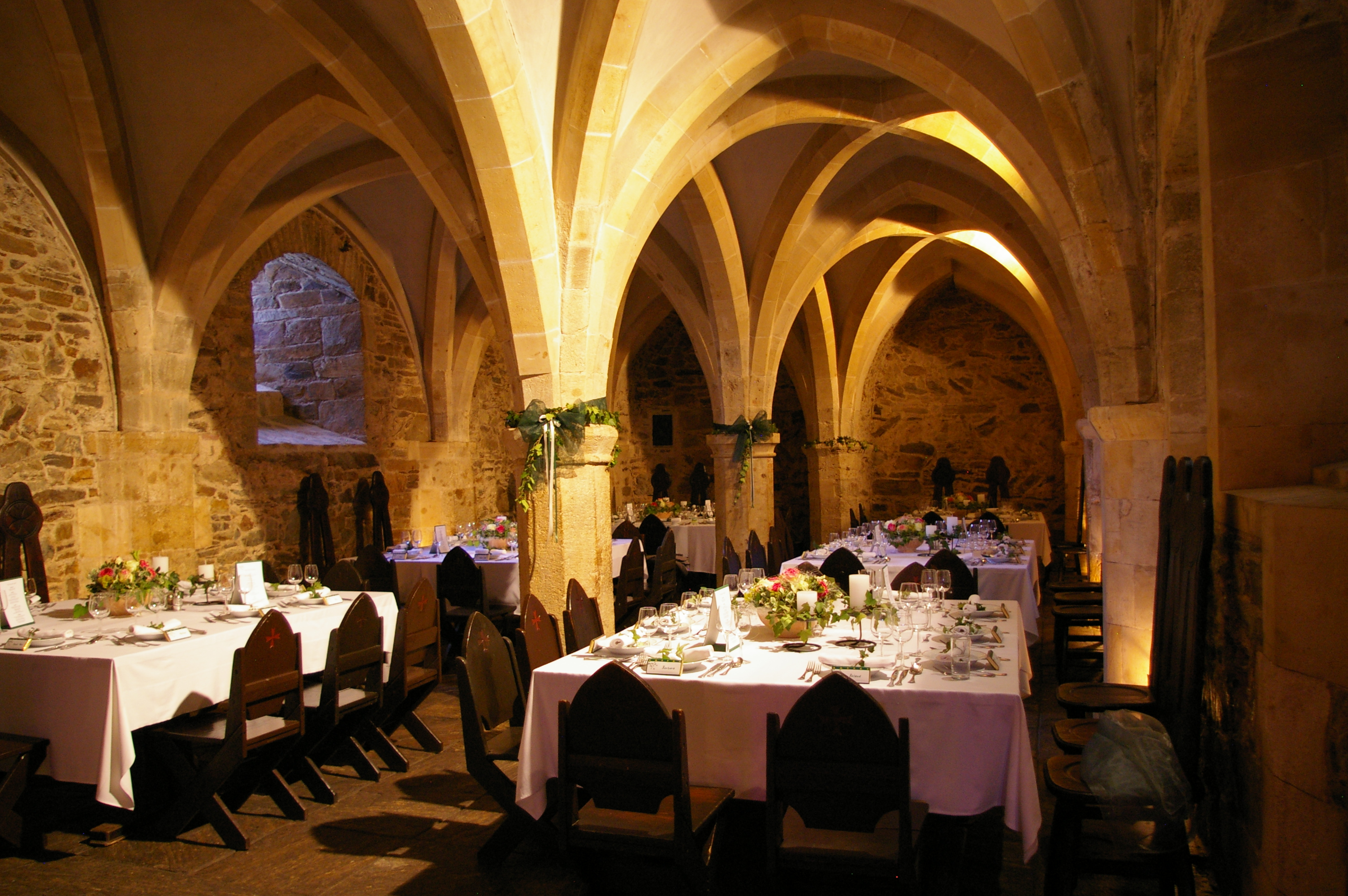
Der Rittersaal der Burg Lockenhaus aus der Mitte des 13. Jahrhunderts

Im Jahre 1030 griff Kaiser Konrad II. Ungarn an. Seine Truppen blieben aber letztlich in den Sümpfen des Hanság und des Neusiedler Sees stecken und mussten sich zurückziehen. Die Ungarische Grenze wurde daraufhin bis ins heutige Niederösterreich hinein vorgeschoben. 1043 zog König Heinrich III. durch das heute burgenländische Grenzwächtergebiet und drang in Ungarn bis zur Rabnitz (Donau) ein. Noch vor einem Zusammenstoß mit ungarischen Truppen wurde Friede geschlossen. Als Folge wurde vermutlich in diesem Jahr die Leitha als Grenze zwischen Ungarn und dem Heiligen Römischen Reich festgelegt. 1044 zog Heinrich III. erneut gegen Ungarn und es kam zur Schlacht bei Menfö. Im Zuge der Kriege zwischen Ungarn und Heinrich III. wurde die Burg Taborac im heutigen Draßburg niedergebrannt.
Unter König Salomon (1063–1074) wurden vermutlich Petschenegen im heutigen Nordburgenland (Kittsee, Mönchhof, Pöttsching und zahlreiche andere Orte) angesiedelt. 1074 kam es zu Kämpfen zwischen den Petschenegen und König Salomon am Neusiedler See, wobei die Petschenegen eine Niederlage erlitten.
Im Jahre 1073 gehörten die heutigen Ortschaften Kobersdorf, Steinbach, Forchtenstein und die Burg Landsee zur Grafschaft Pitten der steierischen Markgrafen unter den Traungauern. 1074 eroberte König Heinrich IV. die Komitate Preßburg, Wieselburg und Ödenburg. Im selben Land verschenkte Heinrich IV. Land um den Neusiedler See an den Bischof von Freising. Heinrich IV. musste seine Ansprüche auf die ungarischen Komitate aber bald wieder aufgeben.
Im Jahre 1118 führte Markgraf Leopold III. einen Vergeltungsfeldzug gegen die Ungarn unter König Stephan II. Dabei soll das Gebiet rund um Eisenstadt verwüstet worden sein. Es könnte sich dabei aber auch um das Gebiet beim ungarischen Eisenburg/Vasvár gehandelt haben.
Das Wormser Konkordat 1122 führte zu einem Aufschwung in der benachbarten Mark an der Mur und einer Besiedlung bis an die Lafnitz. In der Folge wurden im Grenzgebiet zwischen der heutigen Steiermark und dem heutigen Burgenland eine Reihe von Burgen neu gegründet. 1127 schlossen König Stephan II. und der Salzburger Erzbischof Konrad Frieden. Dabei wurde unter anderem die Westgrenze Ungarns mit der Leitha, March und Lafnitz festgelegt. Dennoch sind die Grenzen der damaligen Zeit aus heutiger Sicht nicht ganz klar. Möglicherweise wurden die Burgen Willersdorf und Bernstein durch die Markgrafen der Mark an der Mur oder deren Ministeriale errichtet.
Im Jahre 1146 fand nahe von Kittsee eine Schlacht zwischen den Truppen des ungarischen Königs Géza II. und dem österreichischen Markgrafen Heinrich II. Jasomirgott statt. Im Jahre 1156 wurde Österreich zum Herzogtum erhoben und Jasomirgott dessen erster Herzog. Ebenfalls 1156 schenkte König Géza II. den Rittern Gottfried und Albrecht die Lutzmannsburg, die damals Komitatsburg war.
Im Jahre 1202 schenkte König Emmerich dem Woiwoden Benedikt und dessen Gattin Thota die Ortschaft Mattersdorf. Thota wurde zur Ahnin der im mittelalterlichen Burgenland reich begüterten Familie der Mattersdorf-Forchtenstein.

#### Klöster und Kreuzzüge

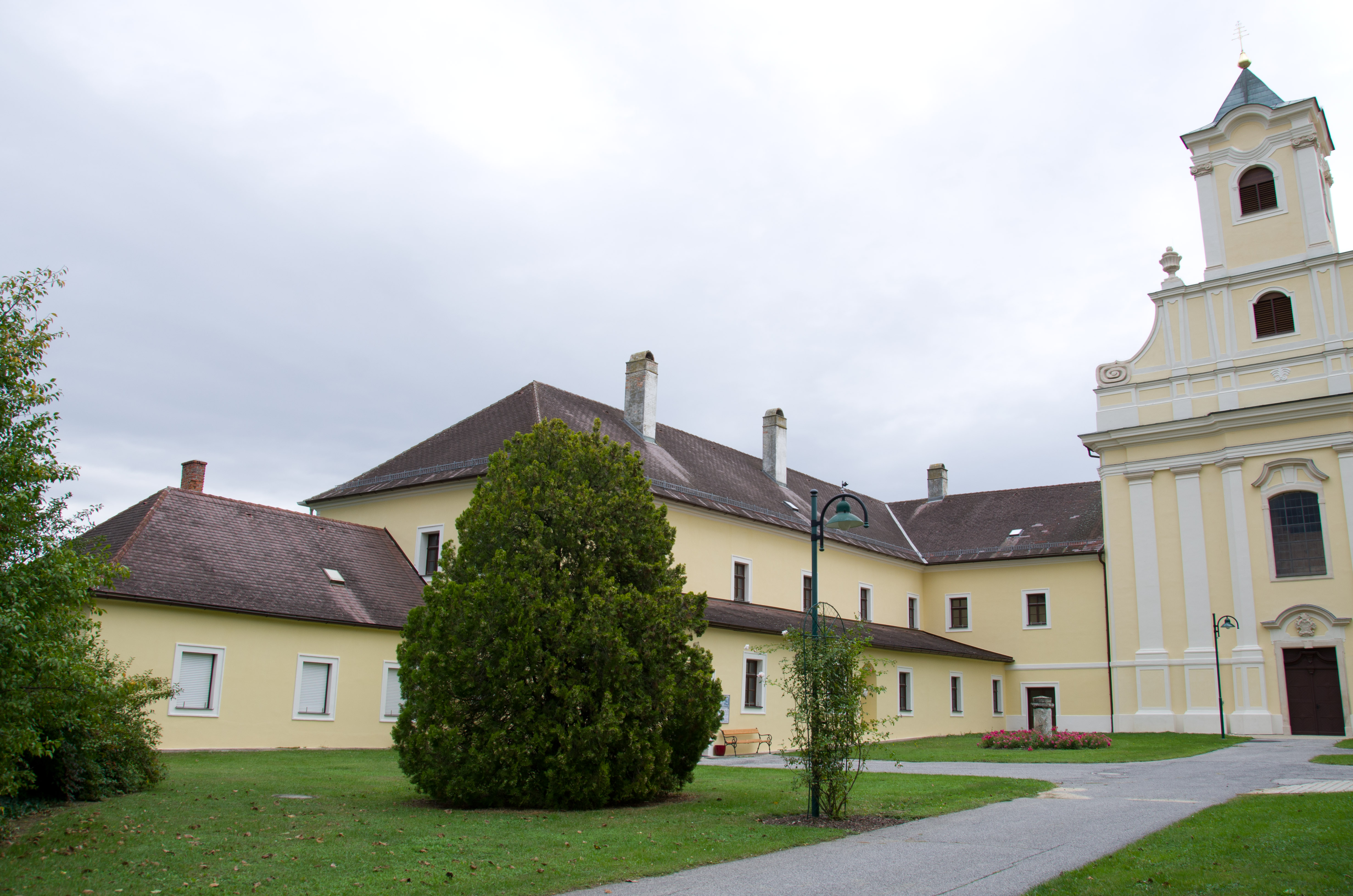
Das 1194 gestiftete Zisterzienserkloster Klostermarienberg

Der Großteil der ungarischen Klostergründungen des hohen bis späten Mittelalters geht auf das ungarische Königshaus der Árpáden zurück. Auch Kloster Szentgotthárd, das als Grundherr im heutigen Burgenland eine bedeutende Rolle spielte, ist eine königliche Gründung: König Béla III. im Jahr 1183. Im Burgenland selbst spielten aber „private“ Stifter die größere Rolle. 1157 gründete Wolfer, Ahnherr der Güssinger Grafen, in Güssing ein Benediktinerkloster, 1194 Dominikus Bors (Ban von Slawonien) das Zisterzienserkloster Marienberg. 1316 wurde das Franziskanerkloster Lockenhaus gegründet. Möglicherweise war der Güssinger Graf Nikolaus II. Kakas (der Hahn) der Stifter; denn er lebte zu dieser Zeit in Lockenhaus.
Bereits beim ersten Kreuzzug 1096 war das heutige Nordburgenland Durchmarschgebiet des ungefähr 50.000 bis 60.000 Menschen umfassenden westlichen Heeres. Ebenso beim zweiten Kreuzzug, als das Heer zu Pfingsten 1147 das Gebiet zwischen Pressburg und Ödenburg querte, sowie beim dritten Kreuzzug, wo ein Heer von ungefähr 180.000 Menschen dasselbe Gebiet durchschritt.
Der Ban von Slawonien Dominikus Bors hatte gelobt, an einem Kreuzzug teilzunehmen. Da er dieses Gelöbnis nicht einhalten konnte, stiftete er stattdessen Klostermarienberg. Nikolaus Borz, Besitzer der Burg Landsee, nahm 1217 gemeinsam mit dem ungarischen König Andreas II. am Kreuzzug von Damiette teil. Am selben Kreuzzug war Graf Posa beteiligt und erhielt dafür 1222 vom König eine Landschenkung (unter anderem Lackendorf und Weppersdorf) in der Nachbarschaft von Nikolaus Borz. Ein dritter Teilnehmer des Damietter Kreuzzugs, Demetrius Csák, erwarb um 1220 Burg Güssing.
Verschiedene Hinweise deuten darauf hin, dass Burg Lockenhaus im Besitz des Templerordens gewesen sein könnte oder vielleicht sogar teilweise von diesem errichtet wurde. Die Meinung der Wissenschaft ist hier aber nicht eindeutig. Der Sage nach sollen Ordensmitglieder der Templer im Jahr 1312, nach der Auflösung des Ordens durch den Papst, bei den Güssinger Grafen auf Burg Lockenhaus Zuflucht gesucht haben. Eine weitere Sage besagt, dass es zwischen den Burgen Lockenhaus und Bernstein einen Verbindungsgang gab, den die Templer benutzten.
Im Jahre 1214 gab es im Komitatsvorort Ödenburg eine Johanniterkommende. Im Jahre 1238 war Loipersbach ganz oder teilweise im Besitz dieses Ritterordens. Der Besitz wurde vermutlich von Ödenburg aus betreut. Im Jahre 1246 wurde den Johannitern kurzfristig Burg Güssing überlassen.
Vom Deutschen Orden sind keine Besitzungen oder Aktivitäten im heutigen Burgenland aus der Zeit des Mittelalters bekannt.

#### Interregnum im Heiligen Römischen Reich

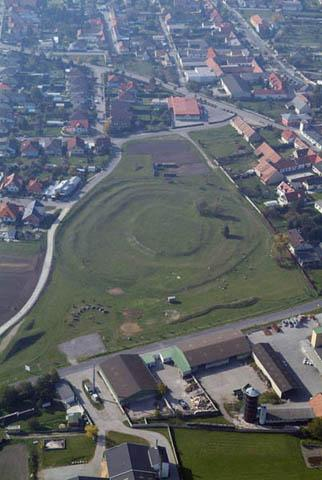
1273 von König Ottokar II. Přemysl zerstörte Festung: das Hausberg Gschlössl von Leithaprodersdorf

Familiäre Verbindungen zwischen den österreichischen Babenbergern und den ungarischen Árpáden sowie militärische Interventionen von Seiten des Babenbergers Friedrich des Streitbaren (er besetzte Burg Bernstein und fiel 1235 in die Komitate Ödenburg und Eisenburg ein) sowie militärische Gegenaktionen von Seiten der Ungarn hatten bereits in den 1230er Jahren zu Spannungen im (burgenländischen) Grenzraum geführt.
Das Österreichische Interregnum nach dem Tod des letzten Babenbergers, verstärkt durch das Interregnum im Heiligen Römischen Reich, brachte weitere politische Wirren und Kriege.
Das Interregnum ist auch jene Zeit, in der sich die Güssinger Grafen an der Spitze der ungarischen Politik etablierten. Der Güssinger Heinrich II., einer der größten Grundherren im Burgenland, wurde 1253 Hofrichter, 1254 Reichsrichter, 1260 Palatin und erfüllte lange Jahre das Amt des Banus von Slawonien. Die Familienpolitik Heinrichs II. bestimmte über Jahre das Geschehen im heutigen Burgenland. Ihm gehörten eine große Zahl von Burgen (z. B. Bernstein, Lockenhaus, Rechnitz). 1260 zog er mit seinen Truppen, an der Seite König Bélas IV. in die Schlacht bei Kressenbrunn. Er ließ Burg Schlaining errichten, die er 1270 gemeinsam mit anderen Burgen an den böhmischen König Ottokar II. Přemysl übergab. Dadurch erreichte der böhmische König die Herrschaft über große Teile des heutigen Burgenlandes. Aber schon 1272 kehrte Heinrich nach Ungarn zurück, um dort für zwei Jahre den König zu entmachten und gemeinsam mit Joachim Gutkeled und Matthias Csák selber die Regierung Ungarns zu übernehmen. Seine Politik provozierte den böhmischen König, worauf Ottokar II. Přemysl in Ungarn einfiel und 1273 die Festungen von Leithaprodersdorf, Purbach und Sankt Margarethen zerstörte.
Mit der Machtübernahme Rudolfs I. von Habsburg im Heiligen Römischen Reich (1273) und dem Tod Heinrichs II. von Güssing (1274) endeten die Auseinandersetzung der Güssinger Grafen mit dem böhmischen König. Es folgte aber eine Zeit erneuter Kriege im heutigen Burgenland: Die Söhne Heinrichs II. überwarfen sich mit den Habsburgern.

#### Zeit der Güssinger Grafen

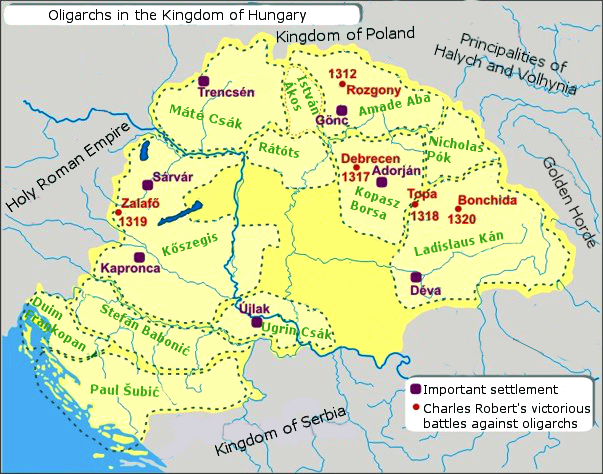
Das heutige Burgenland im ungarischen Kleinkönigtum der Güssinger Grafen (Kőszegi) um 1300

Von Mitte des 11. bis Mitte des 12. Jahrhunderts stieg die Familie der Güssinger Grafen zu den mächtigsten Adelsfamilien Ungarns auf und gehörte zu den größten privaten Grundherren. Dies wurde insbesondere durch die Politik König Bélas IV. begünstigt. Der Mongolensturm erreichte Ungarn 1241 und zeigte, dass das ungarische Verteidigungssystem einem derartigen Angriff nicht gewachsen war. Im heutigen Burgenland wurde unter anderem Neusiedl am See von den Mongolen zerstört. Standhalten konnten nur steinerne Burgen wie Burg Lockenhaus und Burg Güssing. Béla IV. ließ nun verstärkt steinerne Burgen bauen und erlaubte den reichen Grundherren die Anlage solcher Burgen. Zu diesen Adeligen gehörten die Güssinger Grafen, die mit dem Bau von Burgen mächtig wurden. Die leicht bewaffneten Grenzwächter unseres Raumes verloren dadurch an Bedeutung. Den Güssinger Grafen gelang es sogar, einen großen Teil der ehemals königlichen Wächter unter ihre Kontrolle zu bringen.
Im Jahr 1289 kam es im deutsch-westungarischen Grenzbereich zu einem Krieg zwischen den Herren von Güns und dem habsburgischen Herzogtum Österreich und Steiermark – der sogenannten „Güssinger Fehde“. Die österreichischen Truppen blieben siegreich und zerstörten im Zuge der Kämpfe zahlreiche Ortschaften, die sich heute vorwiegend im Burgenland befinden. Die eroberten Herrschaften mussten allerdings nach dem Friedensschluss von Hainburg (1291) wieder an die Günser Herren zurückgegeben werden. Zur Zeit der größten Macht der ungarischen Oligarchen beherrschte den Norden des Landes Matthäus Csák und den Süden die Herren von Güns aus dem Geschlecht der Héder. Die Héder besaßen am Höhepunkt dieser Epoche mehr als 25 Burgen und Schlösser. Die Oligarchen waren im heutigen Burgenland zu dieser Zeit mächtiger als der ungarische König.
Die Versuche Herzog Ottos III. aus Bayern, in den Jahren 1305–1307 mit vorbereitender Unterstützung einiger Adeliger in der Steiermark (Landsberger Bund gegen Albrecht I. von Habsburg) sowie des böhmischen Königs Wenzel III. seine Herrschaftsansprüche unter dem Namen Bela V. durchzusetzen, blieben erfolglos.

#### Zeit der Anjou und Luxemburger

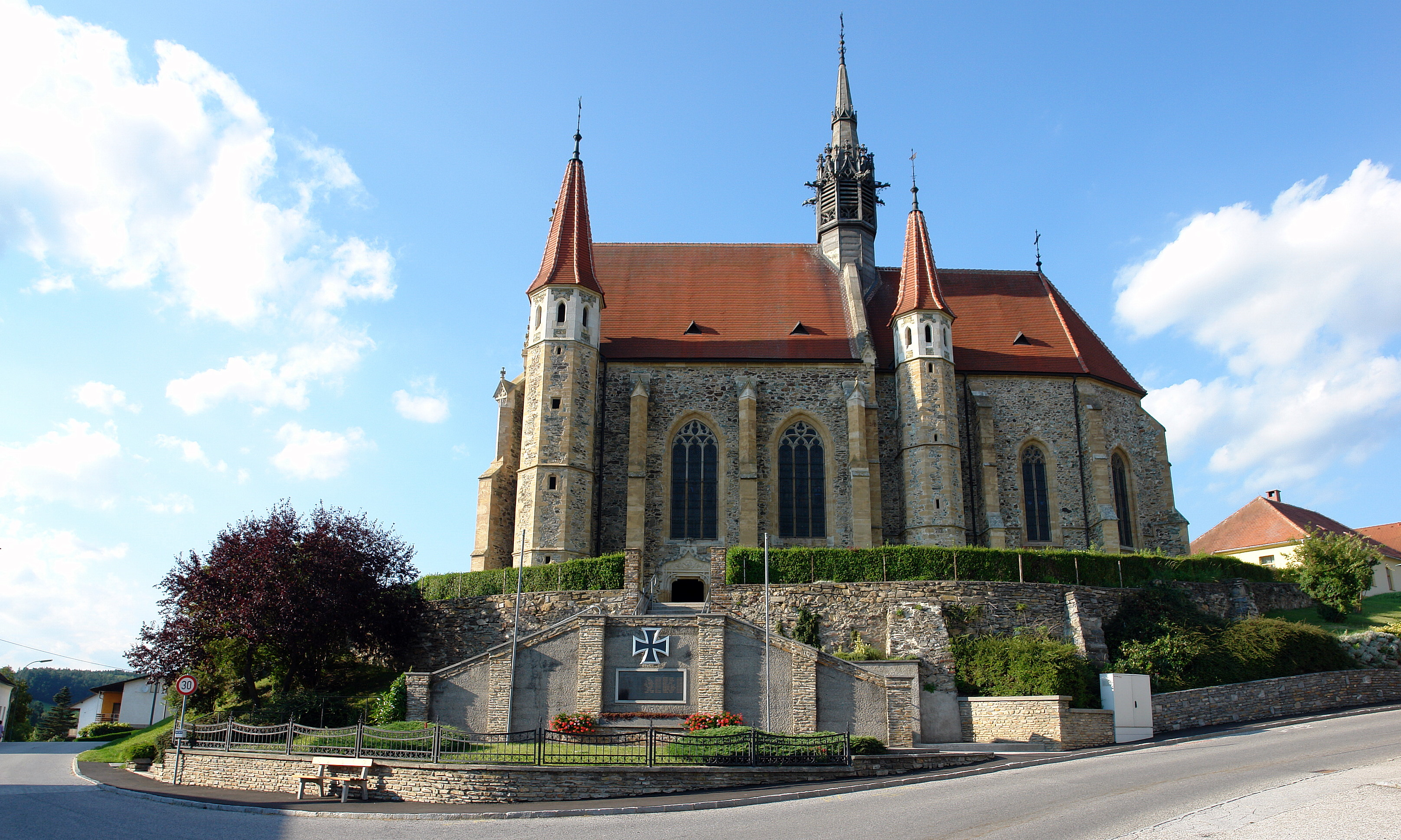
Die Kanizsay gründeten die gotische Kirche von Mariasdorf.

Nach dem Ende der Macht der Güssinger Grafen erlangte neben den Mattersdorf-Forchtenstein die Familie Kanizsay im heutigen Burgenland herausragende Bedeutung. Sie waren an der Seite des Königs am Kampf gegen die Güssinger und andere Oligarchen beteiligt und erlangten in der Folge unter König Karl Robert erheblichen Besitz und Einfluss. Die Macht der Kanizsay erreichte unter König Sigismund ihren Höhepunkt. In die Zeit der Kanizsay fällt zum Beispiel die Erhebung Pinkafelds zur (grundherrschaftlichen) Stadt und die Gründung der gotischen Kirche in Mariasdorf. Sie besaßen den überwiegenden Teil der Burgen im heutigen Burgenland. Aus der Zeit der Kanizsay stammt auch der Name „Eysenstat“ (stark, eisern, daher Eisenstadt). 1373 kam die heutige Hauptstadt des Burgenlandes in ihren Besitz.

#### Kampf zwischen Friedrich III. und Matthias Corvinus

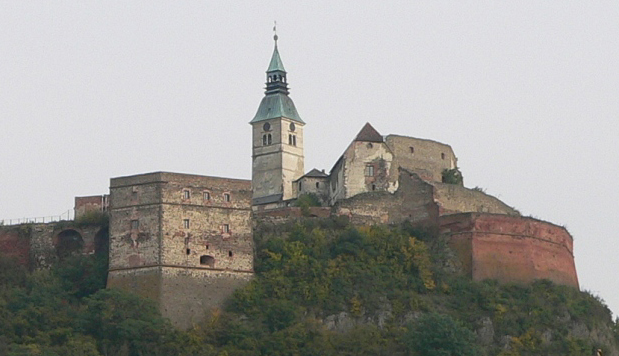
Auf Burg Güssing wurde 1459 Kaiser Friedrich III. zum ungarischen König und Gegenkandidat zum regierenden Matthias Corvinus gewählt.

Im Spätmittelalter war ein Teil Westungarns an Österreich verpfändet. Die Habsburger trachteten danach, dieses Gebiet dauerhaft mit Österreich zu verbinden. Am 14. Februar 1459 wurde Kaiser Friedrich III. von 24, zumeist in Westungarn begüterten Magnaten auf Burg Güssing zum ungarischen König und damit als Gegenkandidat zum regierenden König Matthias Corvinus gewählt. Die Habsburger schlossen 1459 das spätere Burgenland einseitig an Österreich an. Am 14. April 1459 wurde der Kaiser von Truppen des ungarischen Königs bei Pinkafeld angegriffen und zum Rückzug gezwungen. Der militärische Konflikt zwischen Kaiser und der ungarischen Krone wurde am 19. Juli 1463 durch den Frieden von Ödenburg beendet. König Matthias Corvinus verband das Gebiet wieder mit Ungarn.

#### Adel und Grundherrschaft im Mittelalter

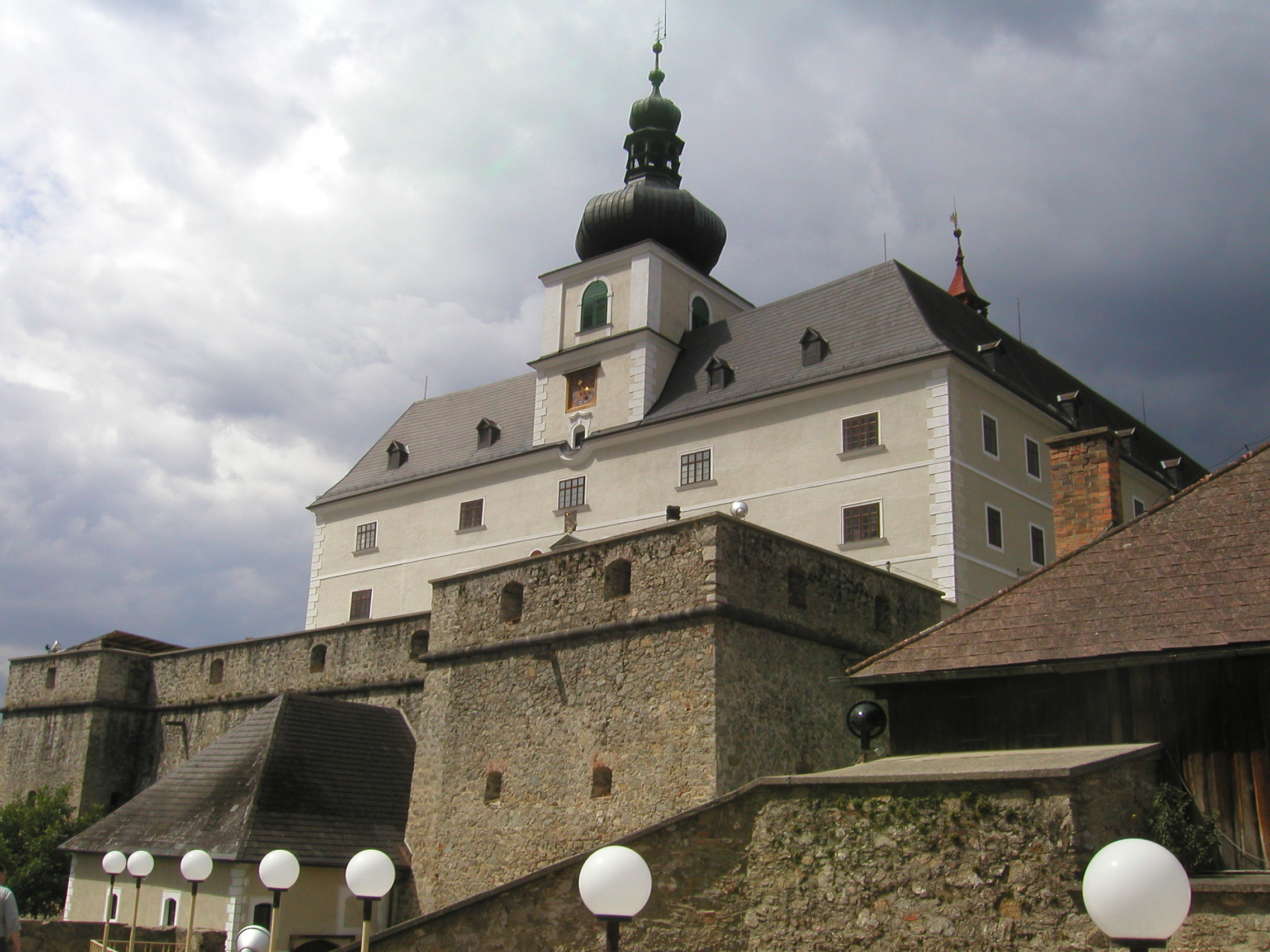
Burg Forchtenstein: mittelalterliches Herrschaftszentrum im Norden des Burgenlandes

Die bedeutendsten Adelsgeschlechter für das Burgenland vom 11. bis ins 15. Jahrhundert waren die Familie Héder, die Herren von Güns, die Adelsfamilien Mattersdorf-Forchtenstein, Osl und Kanizsay. Mit den Mattersdorf-Forchtenstein und den Herren von Güns setzte auch die Bildung von Herrschaften im burgenländischen Raum ein. Die Herrschaften wurden im Normalfall nach dem Vorort und Sitz des Grundherrn benannt, wo dieser zumeist eine Burg oder ein Schloss unterhielt. Im 11. und 12. Jahrhundert wurde die Zentralmacht der ungarischen Árpádenkönige schwächer, und einzelne Adelsgeschlechter gewannen an Einfluss. Die Könige versuchten die Gunst dieser Adeligen durch Verleihung von Grundbesitz zu bewahren, wodurch sich die Macht des reichen Adels allerdings noch weiter steigerte und das Lehnswesen immer größere Bedeutung gewann.
Zu Beginn des 13. Jahrhunderts ist eine Arrondierung des Grundbesitzes sowie eine rasch steigende Zahl von unfreien Bauern erkennbar. Bis Mitte des 14. Jahrhunderts hatte sich eine relativ einheitliche Gesellschaftsstruktur mit abhängigen Bauern entwickelt. Die größte Herrschaft im Norden des Landes war die Herrschaft Ungarisch-Altenburg unter den Grafen Poth. Herren auf Lockenhaus im mittleren Burgenland waren die Günser, danach die Kanizsay und später die ungarischen Hochadeligen Nádasdy. Die größte Herrschaft im Süden war die Herrschaft Güssing unter den Herren von Güns und später unter den ungarischen Magnaten Batthyány. Die Herrschaft Bernstein wurde von den Kanizsay, Königsberg und Batthyány beherrscht. Den Erdődy unterstanden die Herrschaften Eberau und Rotenturm. Gebiete mit geistlichen Grundherren waren die Herrschaften Pernau, Heiligenkreuz, Klostermarienberg sowie St. Gotthard. Neben diesen gab es im Lauf der Jahrhunderte verschiedene Kleinherrschaften.

## Frühe Neuzeit

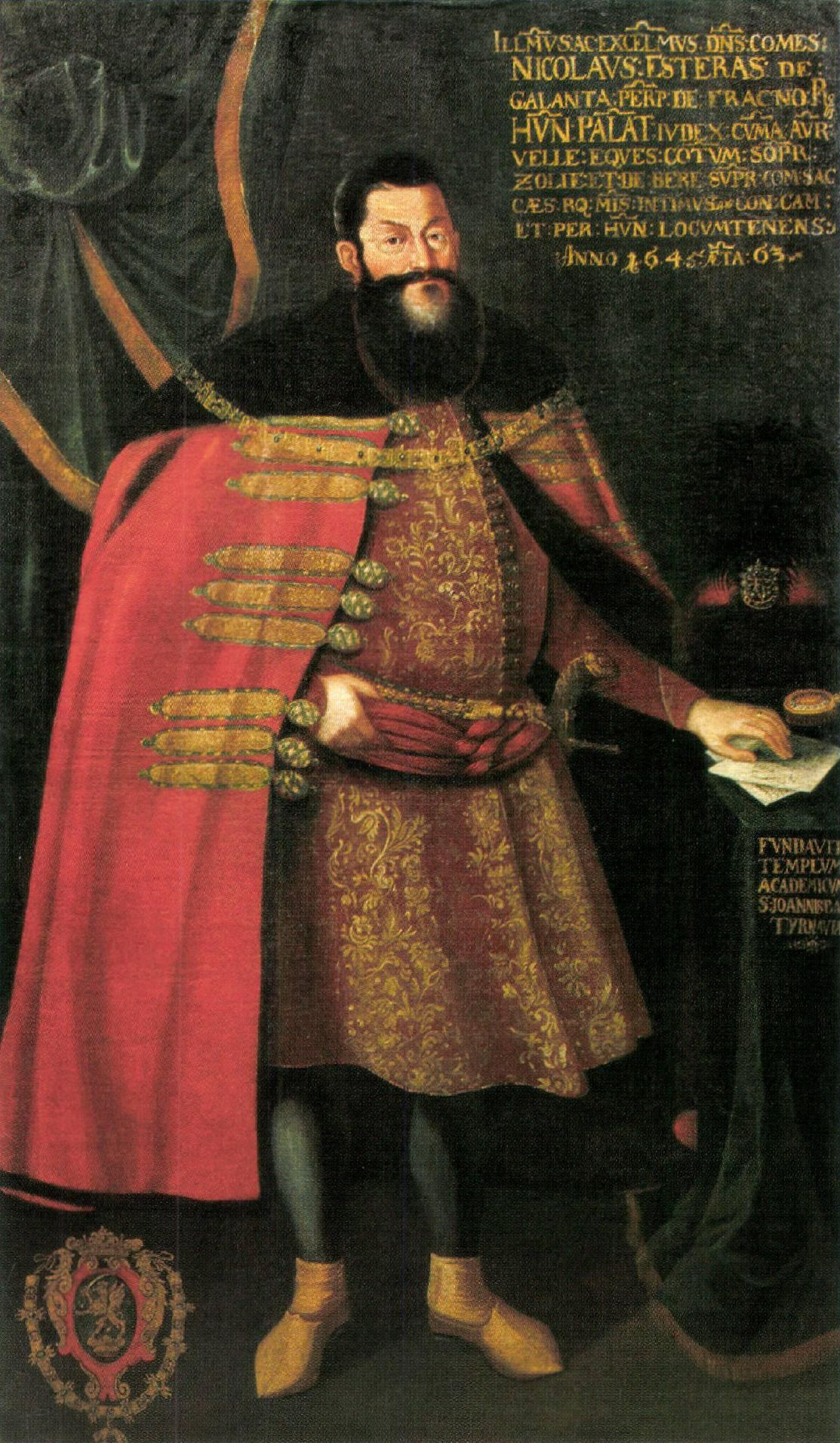
Nikolaus Esterházy begründete die Vorherrschaft der Esterházy im Norden des Burgenlandes.

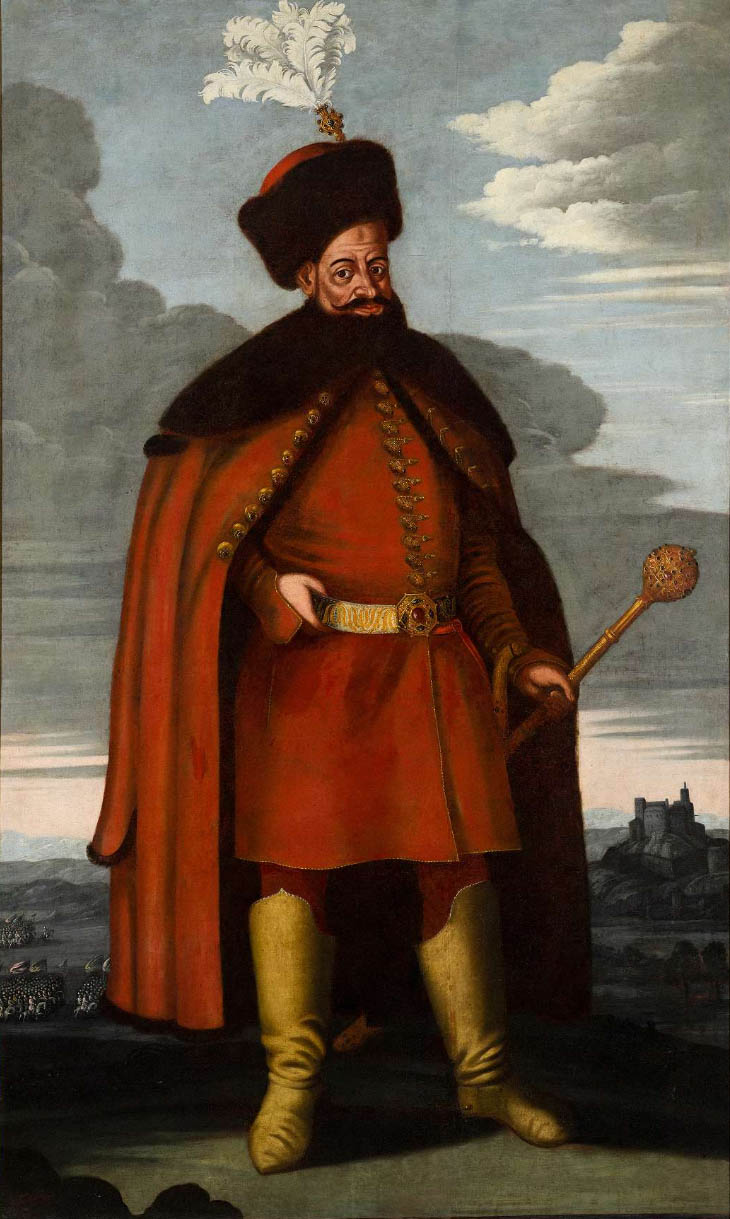
Ádám Batthyány begründete die Vorherrschaft der Batthyány im Süden des Burgenlandes.

Im Jahre 1526 erbten die Habsburger die Krone Ungarns; beherrschen konnten sie Ungarn aber nur, soweit es nicht von den Türken besetzt war. Mit dem Beginn der Habsburgerherrschaft in Ungarn war der Grenzkonflikt in Westungarn zu Ende. Neben Ödenburg war schon damals Rust am Neusiedler See bekannt und wurde im 17. Jahrhundert königliche Freistadt. Graf Nikolaus Esterházy, der Begründer der westungarischen Forchtensteiner Linie der Magnatenfamilie Esterházy, formte diese von einer kleinen ungarischen Adelsfamilie zu einem der größten Aristokratengeschlechter Ungarns. Als einer der ersten Adeligen Ungarns trat er im Zuge der Gegenreformation zum Katholizismus über. Im Jahre 1625 machte ihn das Kaiserhaus zum Palatin und damit zum höchsten weltlichen Würdenträger im königlichen Ungarn.
Nach 1626 gelangten große Teile des heutigen Burgenlandes unter die Grundherrschaft der ungarischen Familien Esterházy und Batthyány. Im Jahre 1647 gerieten auf Weisung Kaiser Ferdinands II. in seiner Eigenschaft als König von Ungarn dann auch alle noch unter österreichischer Verwaltung gestandenen westungarischen Herrschaften unter ungarische Verwaltung. Im Herrschaftsgebiet der Magnatenfamilien Esterházy und Batthyány entwickelten sich ab 1670 blühende jüdische Gemeinden, wie die Siebengemeinden im heutigen Nord- und Südburgenland, welche gegen Bezahlung von Schutzgeldern vom Grundherrn das Recht zugesprochen bekamen, ihren Alltag nach den Regeln ihres Glaubens zu gestalten.
Im Jahre 1683 wurden während der Zweiten Wiener Türkenbelagerung viele Gemeinden des heutigen Nordburgenlandes verwüstet. Während des Kuruzen-Aufstandes von Franz II. Rákóczi 1703 bis 1711 wurden auch die Besitzungen des kaisertreuen Paul I. Fürst Esterházy schwer getroffen. Von 1765 bis 1766 kam es zum Ausbruch von Bauernunruhen im heutigen Südburgenland.
Während der Napoléonischen Kriege war das Gebiet zeitweise französisch besetzt. 1848 bis 1849, während der Revolution in Ungarn, kam es in Westungarn nicht zu Kampfhandlungen. Der im späteren Burgenland begüterte Ludwig Batthyány fungierte als Ministerpräsident der Revolutionsregierung und wurde auf massives Betreiben des Barons Haynau am 6. Oktober 1849 in Pest erschossen.
Im Jahre 1854 beschloss der Ungarische Reichstag die Aufhebung der Leibeigenschaft. Mit der Grundentlastung gingen die von den Bauern bewirtschafteten Grundstücke gegen eine Ablöse an die ehemaligen Grundherren vollständig in das Eigentum der Bauern über. Nicht eingelöster Grund blieb den ehemaligen Grundherren. Die früheren Untertanen wurden zu Staatsbürgern, die Ortschaften der Herrschaft freie Gemeinden.
Nach dem Österreichisch-Ungarischen Ausgleich begann die Regierung in Budapest im gesamten Altungarn mit konsequenter Magyarisierungspolitik. Man wollte aus den 50 % nichtmagyarischer Bevölkerung des Königreichs innerhalb von etwa vierzig Jahren Magyaren machen. Ab 1898 durften die Gemeinden im gesamten Königreich Ungarn nur noch ungarische Ortsnamen führen. Seit 1907 wurde unter Unterrichtsminister Graf Albert Apponyi der beinahe ausschließliche Gebrauch der ungarischen Sprache im Schulunterricht durchgesetzt. Dies führte zu erheblichen Spannungen im deutsch besiedelten Gebiet des heutigen Burgenlandes.

## Nach 1918: Entstehung des Burgenlandes

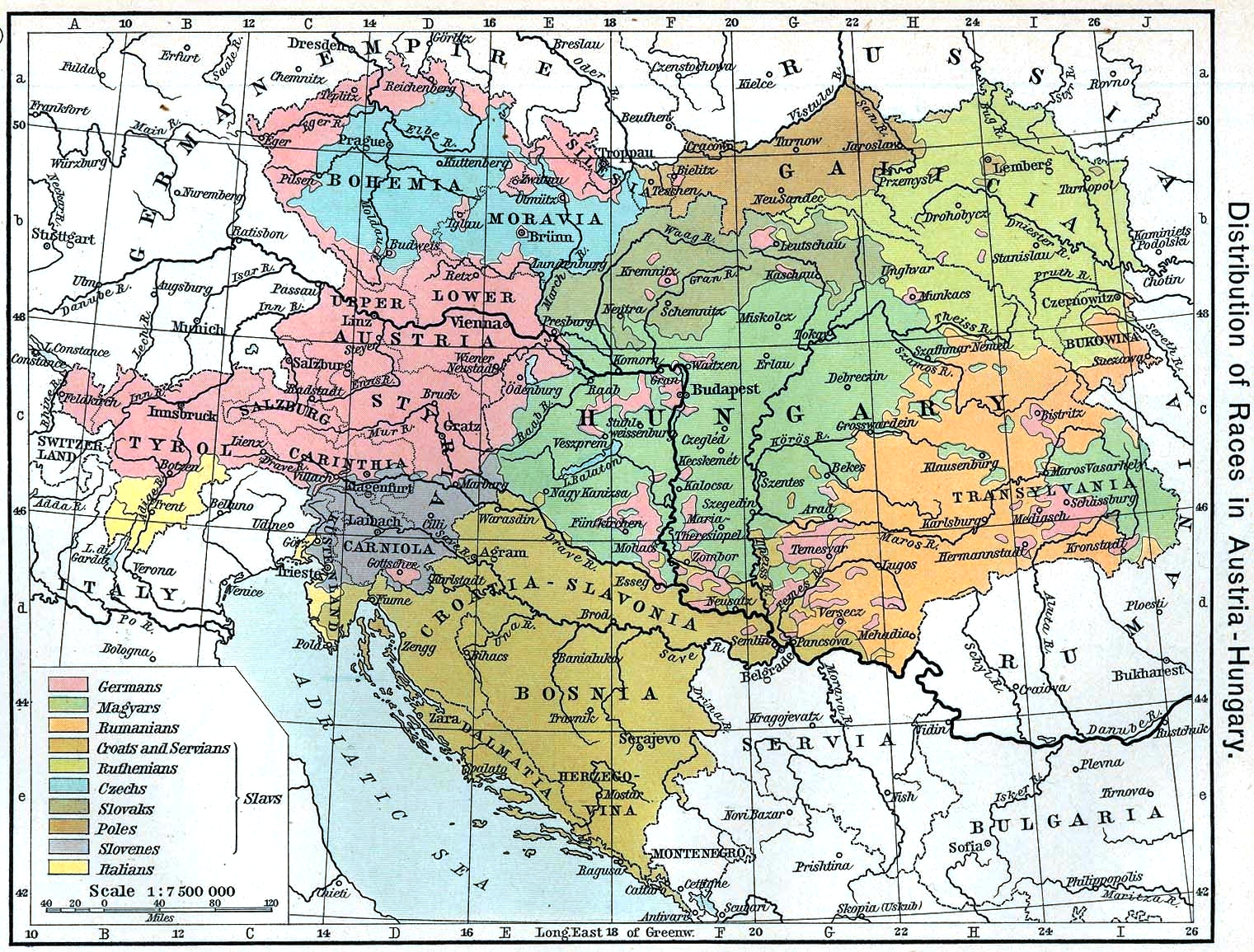
Umgangssprachen in Österreich-Ungarn aus: Distribution of Races in Austria-Hungary. Historical Atlas, William R. Shepherd, 1911.

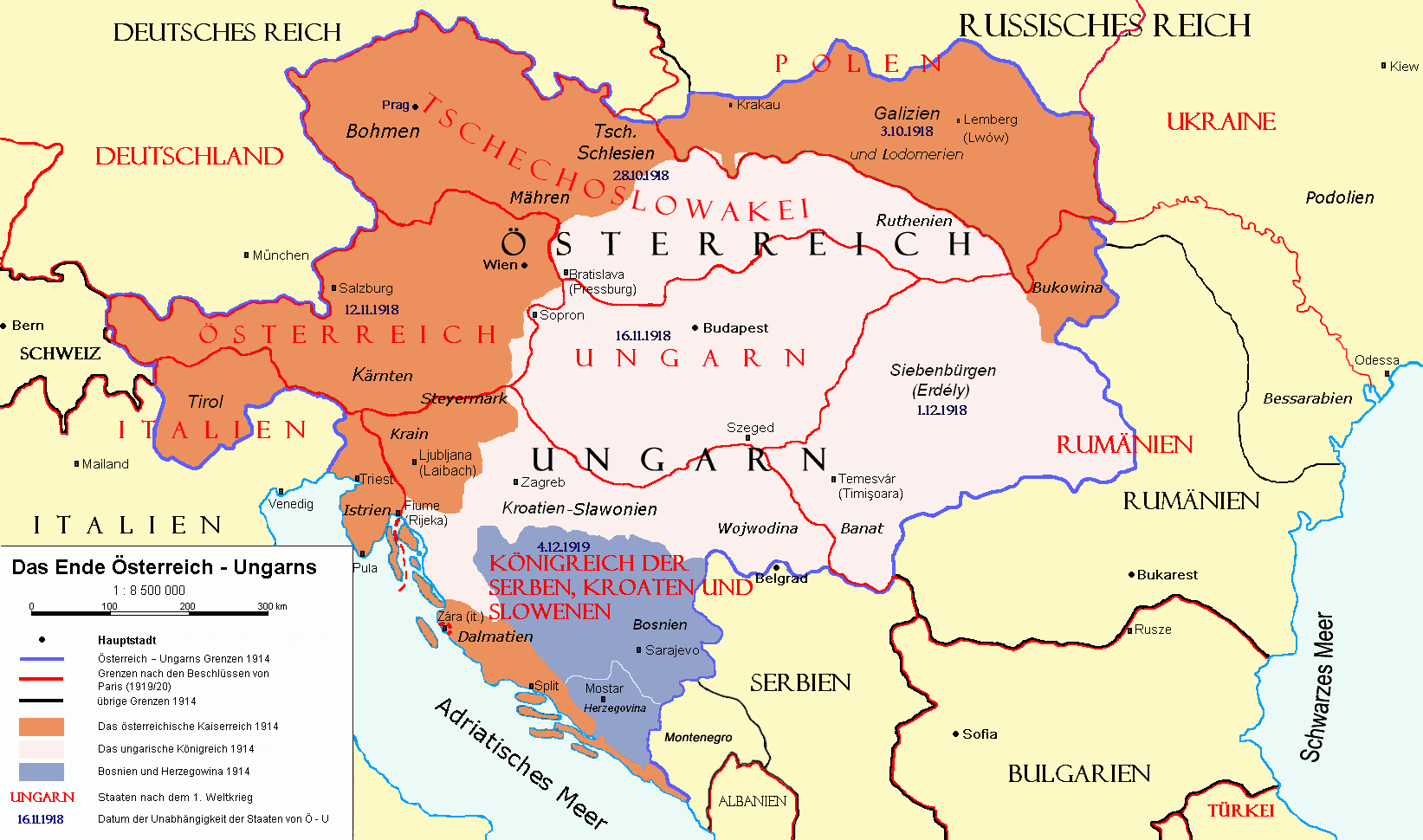
Die territoriale Aufteilung Österreich-Ungarns nach dem Ersten Weltkrieg

### Österreichische Ansprüche und die Realität

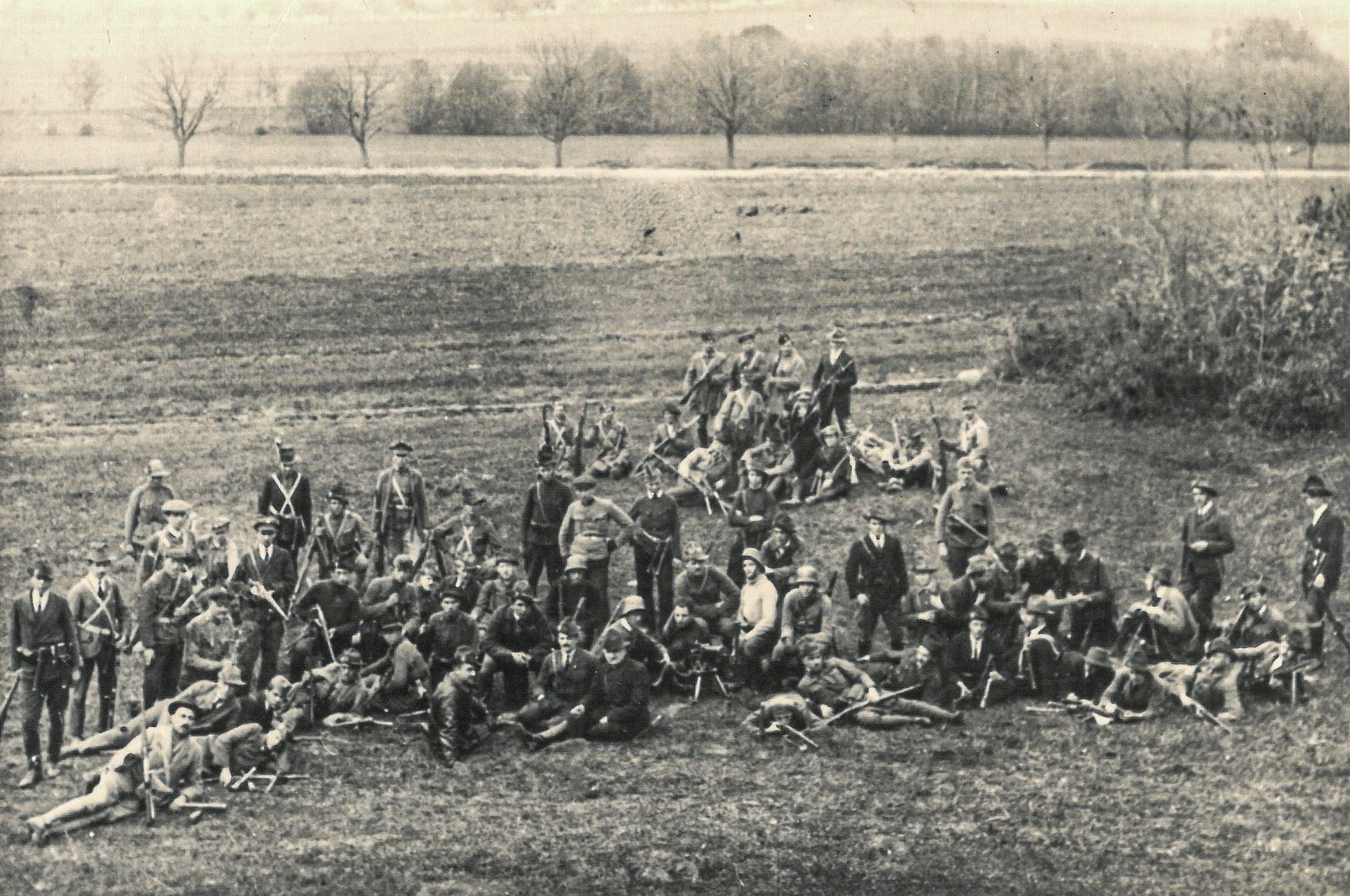
Freischärler im Raum Oberwart (1921)

Im Jahre 1918 kam es nach Ende des Ersten Weltkriegs und der damit verbundenen Auflösung Österreich-Ungarns zu intensiven Bemühungen, die deutschsprachigen Gebiete Westungarns an Österreich anzuschließen. Der auf einem Teil Cisleithaniens entstandene neue Staat Deutschösterreich erhob, dem von Woodrow Wilson verkündeten Selbstbestimmungsrecht der Völker der Donaumonarchie folgend, Anspruch auf Deutsch-Westungarn. In der Staatserklärung Deutschösterreichs vom 22. November 1918 wurde folgendes festgehalten:
„Die geschlossenen deutschen Siedlungsgebiete der Komitate Pressburg, Wieselburg, Ödenburg und Eisenburg gehören geographisch, wirtschaftlich und national zu Deutschösterreich, stehen seit Jahrhunderten in innigster wirtschaftlicher und geistiger Gemeinschaft mit Deutschösterreich und sind insbesondere der Stadt Wien zur Lebensmittelversorgung unentbehrlich. Darum muss bei den Friedensverhandlungen darauf bestanden werden, dass diesen deutschen Siedlungen das gleiche Selbstbestimmungsrecht zuerkannt werde, das nach wiederholten Erklärungen der ungarischen Regierung allen anderen Völkern Ungarns eingeräumt ist.“
In Ungarn bestand nach Kriegsende für einige Monate die Räterepublik des Kommunisten Béla Kun. Priester und Lehrer wurden verhaftet und hingerichtet, es kam zu Tumulten und Prügeleien mit Rotarmisten. Nach 133 Tagen wurde die Regierung nach militärischem Einschreiten der Entente dann von einer rechtsgerichteten Regierung abgelöst, der sogenannte weiße Terror (der Verfolgung Linksradikaler und Juden) folgte.
Die Sieger des Ersten Weltkriegs entschieden 1919 im Vertrag von St. Germain, dass „Deutsch-Westungarn“ an Österreich anzuschließen sei, nachdem erste Vertragsentwürfe die Schaffung der Republik noch ohne dieses Gebiet vorgesehen hatten. Ungarn wurde 1920 im Vertrag von Trianon verpflichtet, diesen Gebietsteil Altungarns an Österreich abzutreten. Die Aufnahme in die Republik Österreich wurde im Bundesverfassungsgesetz über die Stellung des Burgenlandes als selbständiges und gleichberechtigtes Land im Bund und über seine vorläufige Einrichtung vom 25. Jänner 1921 geregelt. Das Burgenland wurde damit in die föderalen Strukturen des Bundesstaates eingegliedert.
Im Bezirk Mattersburg kam es zu Übergriffen der Bevölkerung gegen die ungarische Gendarmerie und die ungarischen Gemeindenotare. Im Gegenzug verhinderten Freischärler, von ungarischen Aristokraten finanziert, im Frühjahr 1921 die Landnahme durch österreichische Gendarmerie, indem sie diese nach Partisanenart angriffen. König Karl IV. Habsburg nützte 1921 Ödenburg, wo er Anhänger in der ungarischen Armee hatte, zweimal als Sprungbrett dazu, in Ungarn wieder auf den Thron zu gelangen. Beide Versuche scheiterten.
Einige Wochen nach Errichtung der kurzlebigen Republik Lajtabánság unter Führung des Freischärlerbefehlshabers Pál Prónay wurde das Gebiet im November 1921 durch das österreichische Bundesheer besetzt und offiziell am 5. Dezember 1921 von Ungarn an Österreich übergeben.
Für die Gegend um Ödenburg (Sopron), das als Hauptstadt des neuen österreichischen Bundeslandes vorgesehen war, wurde nach heftigen Protesten Ungarns auf Vermittlung des ungarnfreundlichen Italien vom 14. bis 16. Dezember 1921 eine Volksabstimmung durchgeführt. Dabei sprachen sich die Bewohner der Stadt mehrheitlich für den Verbleib bei Ungarn aus, die Bewohner der umliegenden Landgemeinden mehrheitlich für den Anschluss an Österreich. Die korrekte Abwicklung der Abstimmung in der Stadt Ödenburg wurde von österreichischen Medien sehr stark in Zweifel gezogen. Die Entscheidung für Ungarn blieb aber endgültig und betraf auch die proösterreichischen Landgemeinden um die Stadt.
Nach Abschluss dieser neuen Grenzziehung wechselten noch einige wenige Gemeinden auf eigenen Wunsch von Österreich nach Ungarn und umgekehrt.

### Der Name des neuen Bundeslandes
Der Name „Burgenland“ erinnert daran, dass das Land aus Teilen von drei altungarischen Komitaten zusammengesetzt ist:
- Wieselburg (Moson)
- Ödenburg (Sopron)
- Eisenburg (Vas)

Anfang 1919 wurden von Österreich auch Teile des Komitats Pressburg (slowakisch Bratislava, ungarisch Pozsony) für das Burgenland beansprucht. Man schlug daher im Juni 1919 den Namen „Vierburgenland“ vor. Mitte August 1919 wurde aber in den Friedensverhandlungen klar, dass Pressburg an die Tschechoslowakei ging. Karl Renner empfahl noch von St. Germain aus, den Namen auf „Dreiburgenland“ zu ändern.
Der Name Burgenland wurde angeblich vom Frauenkirchener Gregor Meidlinger erstmals vorgeschlagen, und zwar am 6. September 1919 nach der Vorsprache einer deutsch-westungarischen Delegation bei Staatskanzler Karl Renner. Dieser Landesname wurde spätestens mit dem Bundesverfassungsgesetz über die Stellung des Burgenlandes von 1921 offiziell und allgemein gebräuchlich.

## Das Burgenland in der Ersten Republik und im „Dritten Reich“

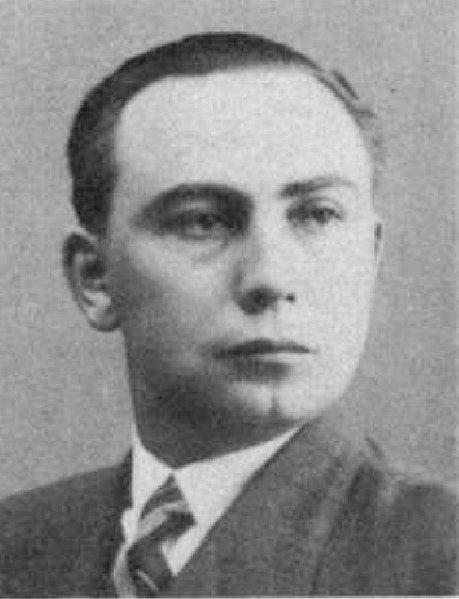
Tobias Portschy: stellvertretender Gauleiter des Reichsgaues Steiermark in der Zeit des Dritten Reichs

Im April 1922 erhielt das neue Bundesland seine Verfassung (2. Bundesverfassungsgesetz über das Burgenland vom 7. April 1922).
Am 15. Juni 1922 trat der neu gewählte Burgenländische Landtag erstmals zusammen. Bis 1925 war Bad Sauerbrunn provisorischer Sitz der Landesregierung und -verwaltung, am 19. Oktober 1925 wurde die bis dahin relativ unbedeutende Kleinstadt Eisenstadt Hauptstadt des Burgenlandes. Da man jedoch die Option mit Ödenburg als Hauptstadt nicht fallenlassen wollte, stand auch in der Landesverfassung von 1926 „Sitz der Landesregierung ist Eisenstadt, der Landtag tagt am Sitz der Landesregierung“, während eine Landeshauptstadt nicht erwähnt wurde.
1927 ereignete sich in Schattendorf ein folgenschwerer Zwischenfall, als eine friedliche Demonstration der Sozialdemokraten beschossen wurde. Die angeklagten Schützen wurden zur Empörung der Arbeiterschaft im Schattendorfer Urteil freigesprochen. Bei der folgenden Großkundgebung in Wien – von der konservativen Bundesregierung als „Julirevolte“ bezeichnet – setzten radikale Elemente den Justizpalast in Brand, worauf die Polizei wild in die Menge schoss und Dutzende Demonstranten tötete. Die österreichische Geschichtsschreibung betrachtet heute Schattendorf als ersten Schritt zu Bürgerkrieg und Austrofaschismus.
Zur Zeit des Ständestaates wurde die Landeshymne Mein Heimatvolk, mein Heimatland 1936 als einigendes Element festgelegt.
Nach dem „Anschluss“ Österreichs an das Deutsche Reich am 13. März 1938 wurde das Burgenland aufgelöst und per 15. Oktober 1938 auf die Reichsgaue Niederdonau und Steiermark aufgeteilt. Von Mai 1938 bis April 1945 amtierte der Burgenländer Tobias Portschy als stellvertretender Gauleiter der Steiermark.
Ab 1943 wurde das Burgenland immer häufiger von alliierten Bomberverbänden überflogen, welche die Industriezentren rund um Wien und Wiener Neustadt bombardierten. Dabei kam es zu Luftkämpfen mit deutschen Jagdflugzeugen, sodass zahlreiche amerikanische und deutsche Maschinen auf burgenländisches Gebiet abstürzten, wie zum Beispiel in Markt Allhau, Riedlingsdorf oder Stinatz.
Im Jahre 1945 ließ das NS-Regime auf burgenländischem Gebiet von KZ-Häftlingen und Zwangsarbeitern (nutzlose) Befestigungsanlagen („Südostwall“) gegen die vorrückende Rote Armee errichten. Die Bauarbeiten kosteten Zehntausende Menschen das Leben. Der dazu völlig ungeeignete und kaum bewaffnete „Volkssturm“ sollte die russischen Truppen aufhalten. Beim Massaker von Rechnitz und Massaker von Deutsch Schützen wurden wenige Tage vor dem Kriegsende im Burgenland Hunderte Juden ermordet.

## Das Burgenland in der Zweiten Republik

Alliierte Besatzungszone in Österreich

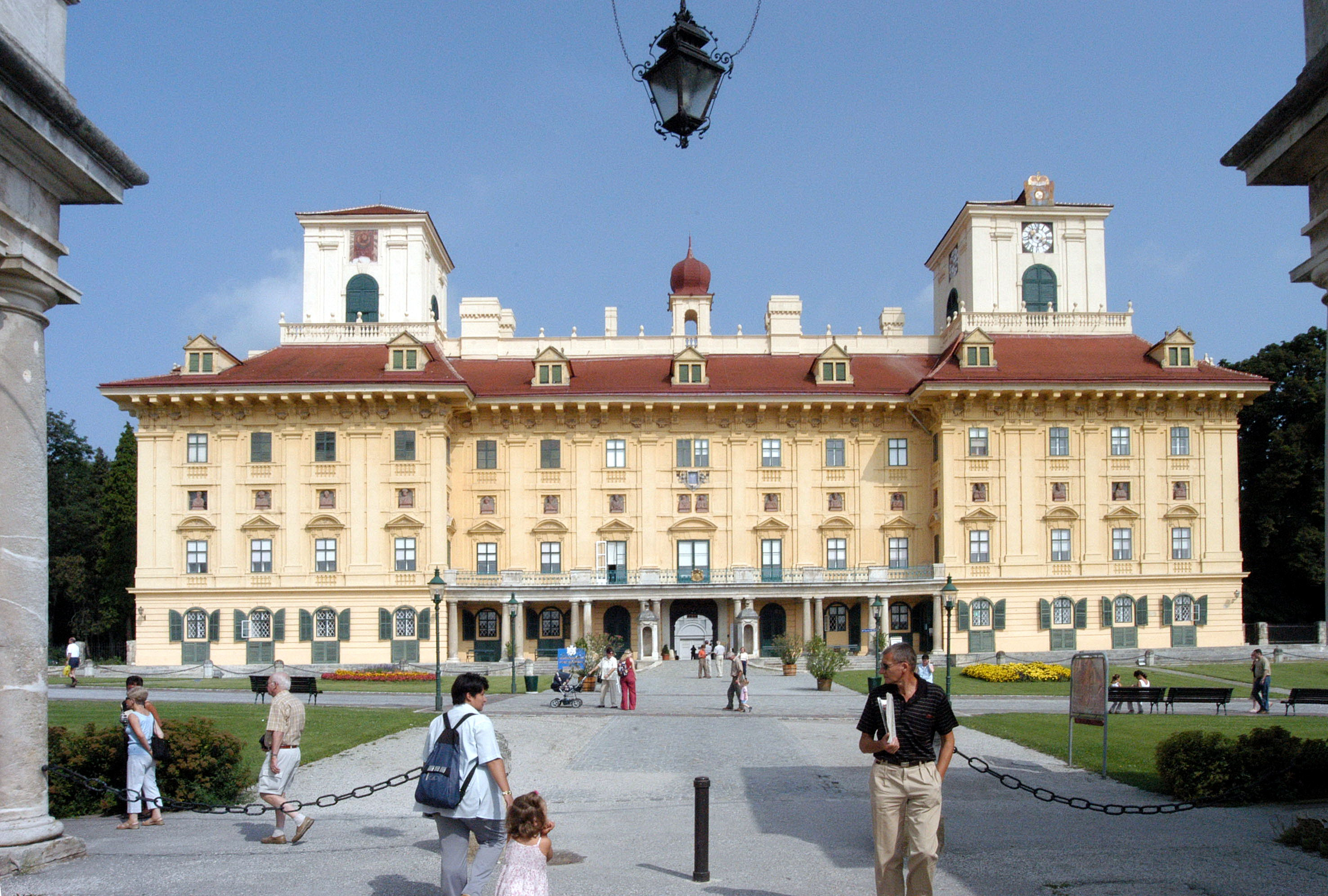
Schloss Esterházy

Im Frühjahr 1945 betraten Soldaten der Roten Armee bei Klostermarienberg im Burgenland, aus Ungarn kommend, zum ersten Mal österreichischen Boden.
Nach dem Zusammenbruch des nationalsozialistischen Regimes stand die sofortige Wiedererrichtung des Burgenlandes ursprünglich nicht auf dem Arbeitsplan der seit 27. April 1945 amtierenden Provisorischen Staatsregierung unter Karl Renner. Auf Wunsch burgenländischer Politiker und auf Intervention der Roten Armee beschloss die Staatsregierung dann aber am 29. August 1945 das Burgenlandgesetz genannte Bundesverfassungsgesetz, mit dem das Burgenland per 1. Oktober 1945 als selbstständiges Bundesland konstituiert wurde.
Das Burgenland war bis 1955 Teil der sowjetischen Besatzungszone in Österreich. Im Herbst 1956 konnten nach der Niederschlagung des ungarischen Volksaufstandes zehntausende Ungarn über die Grenze zum Burgenland in den Westen flüchten. Die Brücke von Andau wurde als Symbol dieser Flucht 1957 Thema eines auf den Fakten basierenden Romans des US-amerikanischen Autors James A. Michener, der 1956 an Ort und Stelle war, und im Jahr 2000 Thema des Kinofilms Der Bockerer III – Die Brücke von Andau.
Im Jahre 1957 errichtete die ungarische Regierung an der Grenze zum Burgenland eine massive Befestigung, die das Überschreiten der grünen Grenze unmöglich machen sollte: Dieser Eiserne Vorhang fiel erst 1989. In einem symbolischen Akt durchschnitten am 27. Juni 1989 bei Klingenbach die Außenminister Österreichs und Ungarns, Alois Mock und Gyula Horn, mit Drahtscheren den Stacheldrahtzaun. Die darauf folgende Flucht hunderter DDR-Bürger über Ungarn und Österreich nach Westdeutschland, die von den ungarischen Sicherheitskräften nicht verhindert wurde, wurde zum Vorzeichen des Endes der kommunistischen Regimes im damaligen Ostblock.
Innenpolitisch wandten sich die burgenländischen Sozialdemokraten in den 1960er und 1970er Jahren gegen die Tatsache, dass die Familie Esterházy einen sehr beträchtlichen Teil der Fläche des Bundeslandes zu ihrem Privatbesitz zählt. Es wurden Überlegungen angestellt, ob oder wie die Familie teilweise enteignet bzw. zur Abgabe von Grundstücken verpflichtet werden könnte. Rechtlich einwandfreie Lösungen wurden nicht gefunden.
Die Konfrontation wich später einer intensiven Kooperation zwischen der Landesverwaltung und der Esterházyschen Güterdirektion.

## Weiterführende Informationen
- Urgeschichte Österreichs
- Geschichte Österreichs
- Geschichte Ungarns